# 폴란드-러시아 전쟁 (1605년-1618년)
폴란드-러시아 전쟁 혹은 가짜 드미트리 전쟁은 17세기 초(1605년-1618년) 루스 차르국에서 일어난 전쟁들을 말한다. 루스 차르국이 동란 시대라고 불리는 무정부 상태에 빠져 내전으로 치닫던 시기 폴란드-리투아니아 연방(국왕의 군대가 아닌 귀족계급인 마그나트(Magnates)들이 이끄는 사병과 용병)이 러시아로 동진하여 내전에 개입하기 시작했다. 처음 1609년까지 폴란드-리투아니아 연방은 러시아와 공식적인 전쟁 상태가 아니었고, 러시아 내부의 각각의 무장 세력이 폴란드 및 기타 국가의 군대를 아군으로 끌어들여 서로 싸우고 있던 상태였다. 스웨덴도 동란의 시대에 개입해 러시아와 잉그리아 전쟁(1610년-1617년)을 벌이고, 때에 따라 러시아의 우방으로 돌아서거나 적으로 돌아섰다. 전쟁목적도 소규모 국경 다툼에서 러시아의 정통 차르를 참칭하는 사람을 폴란드가 후원하여 러시아의 차르로 즉위시키려고 획책하면서, 폴란드-리투아니아와 러시아의 연방 국가를 만들려는 야망으로까지 상황이 발전했다.
전쟁은 크게 4단계로 나뉘었다. 제1단계는 러시아의 보야르(boyars;러시아 귀족)들의 요청을 받은 폴란드-리투아니아 연방의 슐라흐타(szlachta;귀족) 일부가 대동란 중인 러시아의 약화를 기회로 보고 내전에 개입하면서 당시 차르였던 보리스 고두노프(Boris Godunov) 및 바실리 슈이스키(Vasili Shuiski)에게 대항하는 참칭자 가짜 드미트리 1세(False Dmitriy Ⅰ)를 내세우며 러시아에 침입했다. 이 시점에서 폴란드 왕 지그문트 3세 바사(Sigismund Ⅲ Vasa)는 공식적으로는 전쟁에 관여하지 않았다. 폴란드 세력 침입의 제1단계는 1605년에 시작되어 1606년 가짜 드미트리 1세의 죽음으로 끝났다. 가짜 드미트리 2세(False Dmitriy Ⅱ)를 선두로 폴란드가 다시 러시아에 침입한 제2단계는 1607년부터 1609년까지 계속되었고, 이에 대해 1609년 러시아의 차르 바실리 슈이스키는 스웨덴과 동맹을 맺었다. 스웨덴의 개입을 들은 폴란드 왕 지그문트 3세는 스웨덴과의 전쟁을 위해 공식적으로 러시아 개입을 결의하고 폴란드-리투아니아 연방은 러시아에 정식으로 선전포고했다. 그 이후가 제3단계이다. 폴란드는 스웨덴의 동맹국 러시아를 약화시켜 스웨덴에게서 영토 양보를 얻어냈다.
서전에서 폴란드-리투아니아 연방의 군대는 수적으로 우세하던 러시아군을 상대로 클루시노 전투(Battle of Klushino)에서 승리해 폴란드 군은 1610년 수도 모스크바에 입성했다. 지그문트 3세의 아들 브와디스와프 왕자가 차르에 선출되어 대관식을 가졌으나, 그 직후 지그문트 3세는 자신이 러시아의 차르가 되려고 획책했다. 이 사태에 종교적으로 온건한 브와디스와프를 받아들였던 친폴란드파 보야르들도 소외감을 느끼고, 로마 가톨릭교회의 러시아 정교회에 대한 우위를 주장하던 지그문트 3세 바사에게 반발했다. 이로써 러시아의 친폴란드파 세력은 소멸되고, 1611년 전투는 재개되었다. 폴란드 군은 1609년부터 공성전을 벌였던 중요 도시 스몰렌스크(보기:스몰렌스크 공방전 (1609년-1611년))를 함락시켰고, 스웨덴군이 노브고로드를 함락하는 등 러시아는 막다른 골목에 몰리며 내부대립까지 격화된 상태에서 상인인 쿠지마 미닌과 드미트리 포자르스키 공작이 민중에게 궐기를 호소하고, 그들이 결성한 의용군에 의해 1612년 모스크바는 폴란드군에서 해방되었다. 다음해 1613년 미하일 1세가 차르에 선출되어 로마노프 왕조가 시작되었다. 그러나 폴란드-리투아니아 연방 측과 러시아 측에도 내우(內憂)가 있어, 제4단계인 1612년부터 1617년 사이에는 커다란 전투는 일어나지 않았다. 1617년 지그문트 3세는 최후의 러시아 정복을 기도했으나 실패했다. 스웨덴은 1617년 강화한 러시아에게서 발트해의 출구인 잉그리아를 빼앗아 발트해를 둘러싼 발트 제국을 완성했다. 1618년 러시아-폴란드 사이의 전쟁은 데울리노 휴전(Truce of Deulino)으로 종결되었다. 양국은 14년 6개월의 휴전을 약속했다. 폴란드는 점령지를 그대로 자국 영토로써 확정하였고, 러시아는 폴란드의 영향에서 벗어나 독립을 지킬 수 있었다.

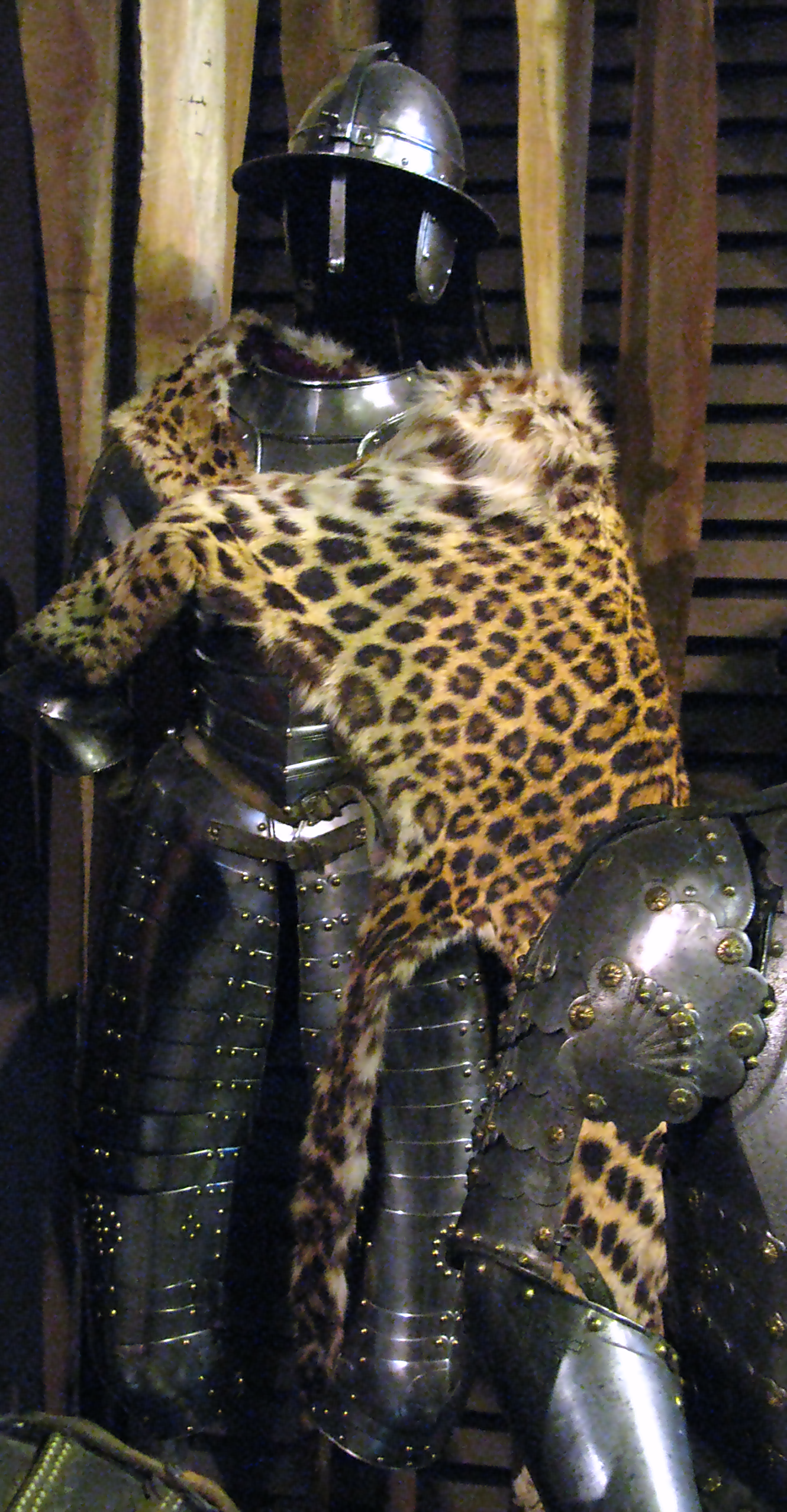
16~17세기 폴란드 기병의 갑옷

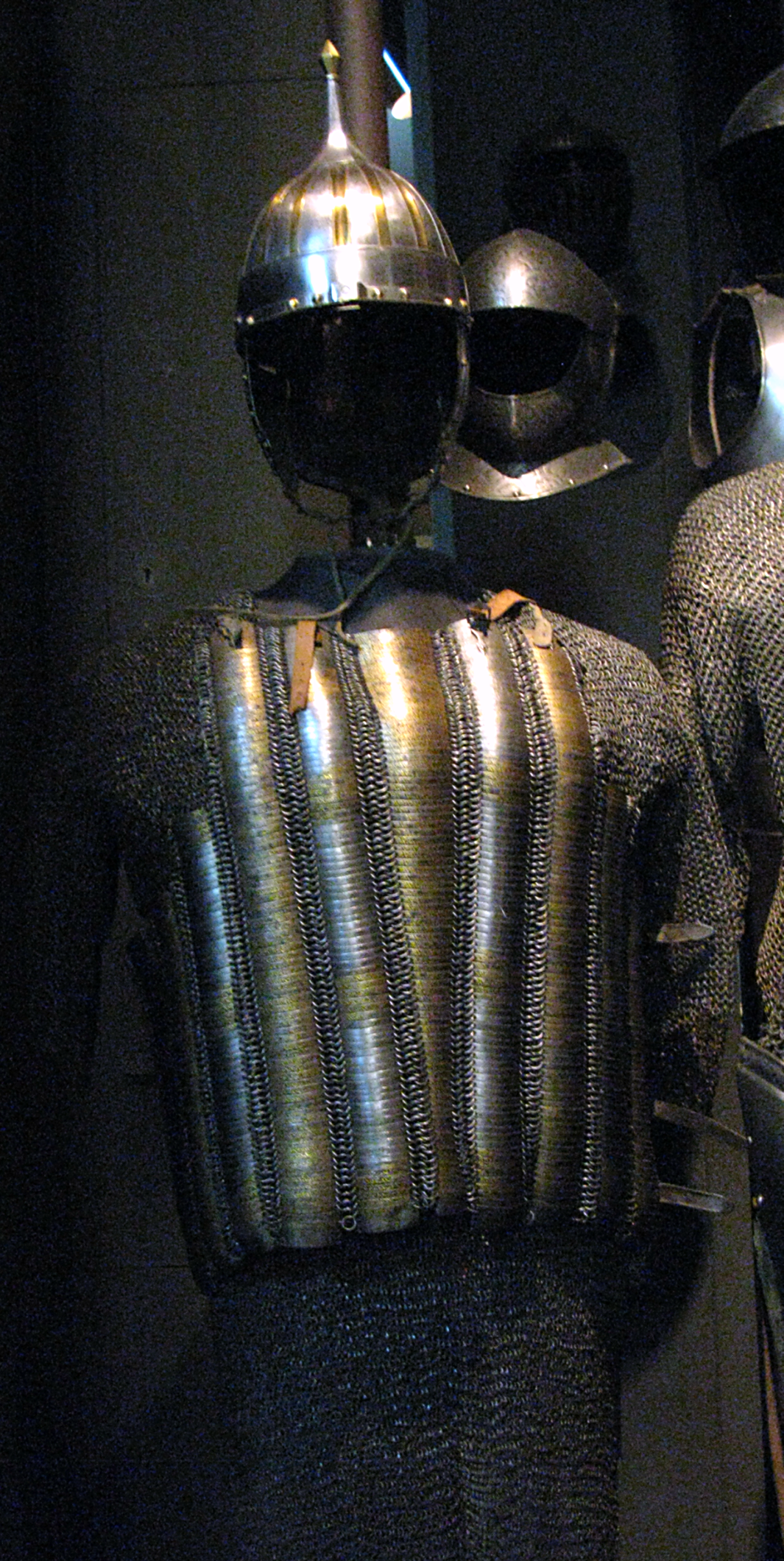
17세기 초중반 러시아의 Behterets

## 전쟁에 대한 호칭
이 전쟁은 다양한 이름으로 불리고 있다. 일반적으로는 루스(러시아)-폴란드 전쟁(Russo-Polish War)으로 알려져 있는데, 당시 러시아는 루스 차르국이라는 국명을 사용하였다.
폴란드 역사에서는 이 전란시기는 일반적으로 Dymitriady라고 불리고, 가짜 드미트리 1세를 옹립한 "I Dymitriada"(1605년-1606년), 가짜 드미트리 2세를 옹립한 "II Dymitriada"(1607년-1609년), 폴란드가 정식으로 선전포고한 후에는 폴란드-모스크바 전쟁(Polish-Muscovite War, 1609년-1618년)으로 나뉘었다.
러시아 역사에서 이 전쟁은 동란 시대의 사건이다. 폴란드 군과의 전쟁은 폴란드의 침입(Polish invasion), 폴란드의 개입(Polish intervention) 등으로 불리어 17세기 초엽 폴란드에 의한 개입(Polish intervention of the early 1600s)이라고 해설하는 경우도 있다.

## 전쟁의 서막
16세기 말부터 17세기 초엽까지 러시아는 일찍이 없었던 정치적, 경제적 위기에 빠져있었다. 차르 이반 4세(뇌제)가 1584년에 죽고, 그의 아들이며 차기 차르가 될 표도르 1세에게는 지적장애가 있고 아들이 없었기에, 이반 4세의 또 다른 아들 드미트리 우글리치스키가 1591년 의문의 죽음을 맞이한 이후, 여러 세력이 차르의 자리를 둘러싸고 다툼을 벌였다. 1598년 표도르 1세의 죽음으로 오랫동안 이어진 류리크 왕조(Rurikid)는 단절되고, 그의 섭정이던 보리스 고두노프가 직접 전 러시아의 차르가 되었다. 보리스 고두노프 자신은 가톨릭 교회의 탄압을 받던 루터파 교회를 보호하는 등 온건하고 선의의 정책을 펼쳤으나, 사회에서 그는 차르로써 정통성을 의심 받는 처지였고, 처음 류리크 왕조 단절의 이유가 되었던 황태자 드미트리의 죽음 자체가 고두노프의 손에 이루어진 것이 아닌가 하는 의혹이 고두노프 통치의 장해가 되었다. 고두노프는 반대세력을 지배하에 두었지만 그들을 완전히 멸망시키지는 못했다.
1600년말 폴란드-리투아니아 연방으로부터 리투아니아 대공국 재상 레프 사피에하(Lew Sapieha,레오나스 사피에가)및 폴란드의 대귀족 스타니스와프 바르시츠키(Stanisław Warszycki)가 이끄는 외교사절단이 모스크바에 도착해 폴란드-리투아니아 연방과 러시아 간의 동맹(말하자면 장래의 동군연합(personal union)을 제안했다. 만약 세 나라의 군주 중 한 명이 후사 없이 죽는 상황이 발생한다면 다른 쪽 나라 군주가 양국의 왕이 된다는 것이 그들의 제안이었다. 그러나 차르인 고두노프는 동맹안을 거부하고, 1500년의 리투아니아 전쟁을 끝낸 얀 자폴스키의 휴전(Treaty of Jam Zapolski)을 1622년까지 연장했다.
폴란드 왕 지그문트 3세 및 연방의 마그나트(대귀족)들은 자국군이 소규모이고, 국고는 비어있는데다가 전쟁이 대중의 지지를 받지 못하고 있어 러시아에 본격적인 침공이 불가능하다는 것을 알았다. 그러나 러시아의 정세가 악화일로에 있어, 지그문트 및 마그나트들, 특히 러시아 국경부근에 영토 및 병사를 가지고 있던 마그나트들은 러시아의 약체화와 혼란에서 어떠한 이익을 얻을 방법을 찾기 시작했다. 그쯤 같은 시기 내전상태에 빠진 러시아의 보야르(대귀족)들은 사태를 진정시키기 위해 주위의 나라들로부터 도움을 얻어야겠다고 생각했다. 스스로 차르가 되기 위해 지원을 얻으려는 귀족도 있다면, 서쪽의 폴란드 귀족들의 향수였던 선거왕정 및 이원제(二院制)등의 황금의 자유(Golden Freedoms)에 매료되어 폴란드 정치가의 힘을 빌려 폴란드와 연방을 맺는 것을 생각한 귀족도 있었다. 거기에 북쪽의 스웨덴과 깊은 교유를 맺은 귀족도 있었으나, 이것이 야코브 드 라 가르디(Jacob De la Gardie)가 이끄는 스웨덴군의 러시아로의 침입과 그들과 러시아간의 전쟁(잉글리아 전쟁)을 초래하게 되었다.
이후 러시아에서 폴란드-리투아니아와 연합을 맺어야 한다는 의견을 낸 지지자는 폴란드와 리투아니아가 연방을 맺고 루블린 연합(Union of Lublin)과 같은 연합을 생각했다. 그들의 구상은 폴란드-리투아니아 연방과 러시아는 외교와 군사를 공통화하고 러시아 귀족에게도 살고 있는 장소에 대한 권리 및 토지 자산을 매매할 수 있는 권리를 하사하고, 교역 및 교통의 장벽을 철폐하고, 한 가지의 화폐를 도입하고, 러시아에 종교의 관용화를 진행해(특히 정교회 이외의 교회를 건립하는 권리)보야르의 아이들도 교육 및 아카데미가 발달한 폴란드(특히 야기에우워 대학교)로 보낸다는 장래가 그려졌다. 그러나, 이런 정책은 소수의 지지만을 얻었을 뿐이었다. 보야르의 다수파는 로마 가톨릭교회가 우세한 폴란드-리투아니아와 연방을 맺는다면 러시아 정교회의 전통이 위기에 빠질 것이라고 생각했고, 러시아의 문화를 위협하는 것(말하자면 정교회의 영향력을 약화시키려는 정책, 예를 들면 폴란드인과의 결혼 및 폴란드 학교에서의 교육 등)에 반대했다. 특히 결혼 및 폴란드에 자녀 파견은 폴란드의 지배하에 들어간 옛 리투아니아령의 루테니아 지방에서 정교회를 신봉하던 루테니아 귀족들이 서서히 폴란드화, 가톨릭화되는 사태를 초래했기 때문에 보야르들로부터 경계를 받고 있었다. 이것은 보야르들 사이에서 코스모폴리탄니즘(시민주의)와 러시아 내셔널리즘(민족주의)의 대립을 일으켰다.

## 폴란드 침공 (1605년-1606년)

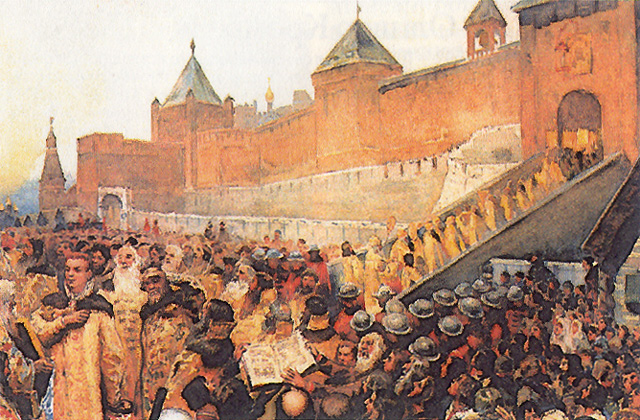
1605년 6월 20일 모스크바에 입성한 가짜 드미트리. Klavdiy Lebedev의 작품.

러시아는 1601년부터 1603년까지 대흉작이 일어나 도시나 농촌에서 대량의 아사자가 속출하면서 사회가 붕괴위기에까지 직면했다. 한편 1600년대 같은 시기 지그문트 3세는 연방내의 반란자들과의 내전, 폴란드와의 동군연방을 해소하려는 스웨덴과의 전투, 몰다비아와의 전투 등 연방 내부의 문제에 몰두하고 있었기에 러시아에 눈을 돌릴 여유가 없었다. 그러나 1603년 폴란드 국내에 이반 4세의 아들로 류리크 왕조 최후의 후계자 드미트리를 자칭하는 사람(가짜 드미트리 1세)가 나타나자, 드미트리의 1591년 죽음을 믿지 않았던 사람들로부터 커다란 반향을 일으켰다. 당장 미하우 비시니오비에츠키(Michał Wiśniowiecki), 레프 사피에하, 얀 피오트르 사피에하(Jan Piotr Sapieha)등의 마그나트 및 다수의 실력자들의 지원이 그에게 몰렸고, 보리스 고두노프 타도를 위한 자금이 모아졌다.
연방의 마그나트들은 가짜 드미트리를 지원해 러시아를 지배할 담보를 얻었다고 기대했다. 거기에 폴란드의 마그나트들과 러시아의 친폴란드파 보야르들은 1600년 사피에하가 제안했던 폴란드-리투아니아-러시아 연방형성을 위한 움직임에 나섰다. 그리고 로마 가톨릭교회의 지지자들은 가짜 드미트리를 가톨릭의 영향력을 동쪽으로 넓힐 도구로 보고, 가톨릭 우위의 강국 폴란드-러시아 연방이 탄생하여 남쪽의 오스만 제국에 선전할 것을 기대하고 예수회도 가짜 드미트리에게 자금과 교육을 지원했다. 지그문트 3세는 연방을 아울러 공식적인 지원을 가짜 드미트리에게 하지는 않았지만, 열렬한 로마 가톨릭교회 신자였던 지그문트는 언제라도 친가톨릭적인 계획을 지원하는 것을 기쁘게 느끼고 있어서 이번에도 가짜 드미트리에게 병사 수백 명분에 해당하는 4,000 즈워티의 자금을 하사했다. 왕이 가짜 드미트리를 지원했음에도 불구하고, 가짜 드미트리의 지지자들 중에는 지그문트 왕에 반대했던 반역자들도 있었고, 그를 폴란드 왕에 안치려는 활동을 진행하게 되었다. 1604년 6월 가짜 드미트리는 지원하는 연방에 대해 스몰렌스크령의 절반을 받는 것을 약속했다. 이러한 계획에 대해 회의적인 사람들이 많았고, 지그문트의 정책에 거의 반대했던 마그나트인 얀 자모이스키(Jan Zamoyski)는 훗날 가짜 드미트리 1세를 둘러싼 일련의 사건들을 플라우투스(Plautus) 및 테렌티우스(Terentius)에 필적하는 희극이라고 이야기했다.
보리스 고두노프는 차르를 참칭한 가짜 드미트리의 출현 이야기를 듣고 그자의 정체는 그리고리 오트레피예프(Grigory Otrepyev)란 수도사에 불과하다고 주장했다. 그러나 이 주장의 근거가 무엇인가에 대해선 지금도 의문투성이다. 러시아에서 고두노프에 대한 지지는 약해졌지만, 그가 가짜 드미트리의 주장을 헛소리라고 흘러버릴 정도로 아직은 고두노프측의 지지가 없어지지 않았다. 러시아의 보야르들 중에는 가짜 드미트리를 지지한다는 구실로 차르 정부에 대한 세금을 지불하지 않는 자들도 있었다.
드미트리는 많은 지지자들을 불러모아, 소규모 군대를 결성했다. 드미트리의 자금으로 모집된 용병 및 연방의 마그나트들에게서 보내온 사병들로 이루어진 3,500명 정도의 군대는 1604년 6월, 러시아 남부에 침입했다. 고두노프의 적대세력들은 예를 들어 2,000명 정도의 남부 코사크(Cossacks)도 모스크바를 향하는 군대에 합류했다. 가짜 드미트리 군대는 사기가 낮은 러시아군과 2번 충돌했다. 즉 놉호로트-세베르스키(Novhorod-Seversky))에서 승리한 가짜 드미트리 군대는 체르니고프(Chernigov), 푸티블(Putivl), 셉스크(Sevsk), 쿠르스크(Kursk)를 차례로 점령했으나, 도브리니치에서 2번째 전투(battle at Dobrynichi)를 벌였으나 대패해 군대는 해체의 위기에 빠지게 되었다. 그러나, 1605년 4월 13일 차르인 고두노프가 급사한 것을 알게되자, 가짜 드미트리 군대는 다행히도 태세를 정비할 수 있었다.
고두노프의 급사로 가짜 드미트리군의 진군을 방해하는 커다란 장애는 없었다. 러시아의 병사들은 드미트리 측으로 돌아서기를 계속해 6월 1일 러시아의 보야르들이 새롭게 차르로써 대관식을 가진 고두노프의 아들 표도르 2세(Feodor Ⅱ)와 그의 어머니를 유폐하고, 이후 잔혹하게 살해했다. 6월 20일 가짜 드미트리는 보야르들의 환영을 받으며, 의기양양하게 모스크바에 입성했다. 가짜 드미트리는 드미트리의 어머니 마리야 나가야와 “재회”하고 고두노프에게 추방된 사람들을 사면령을 내렸다. 7월 21일 자신이 선택한 새로운 모스크바 총대주교(Patriarch)의 손에 의해 차르로써 대관식을 가졌다. 새로운 총주교로 지명된 이그나치(이그나티우스)는 키프로스 출신으로 러시아에 파견된 그리스인 성직자로써 랴잔(Ryazan) 주교였던 시기 정교회의 성직자로써는 처음으로 가짜 드미트리를 차르로써 인정한 인물이었다.
드미트리에 의한 러시아와 폴란드 사이의 동맹은 1605년 11월 크라쿠프(Kraków)에서 대리인을 내세웠던 드미트리와 마리나 므니셰흐(Marina Mniszeh; 슐라흐타의 예지 므니셰흐(Jerzy Mniszech)의 딸로 알려져 있다. 드미트리는 폴란드에 있을 때, 마리나와 사랑에 빠졌다)와의 결혼식을 진행했다. 연방의 왕 지그문트 3세는 이 결혼식에 손님으로 초청받았다. 그러나 이 새로운 차리나(Tsarina;황후)는 가톨릭에서 러시아 정교회로 개종하는 것을 거부했기 때문에 러시아 민중의 분노를 샀다. 새로운 황후 마리나는 4,000명의 하인들과 더불어 모스크바에 있는 신랑의 곁으로 출발했고, 1606년 5월 8일 차리나로써 대관식을 가졌다.

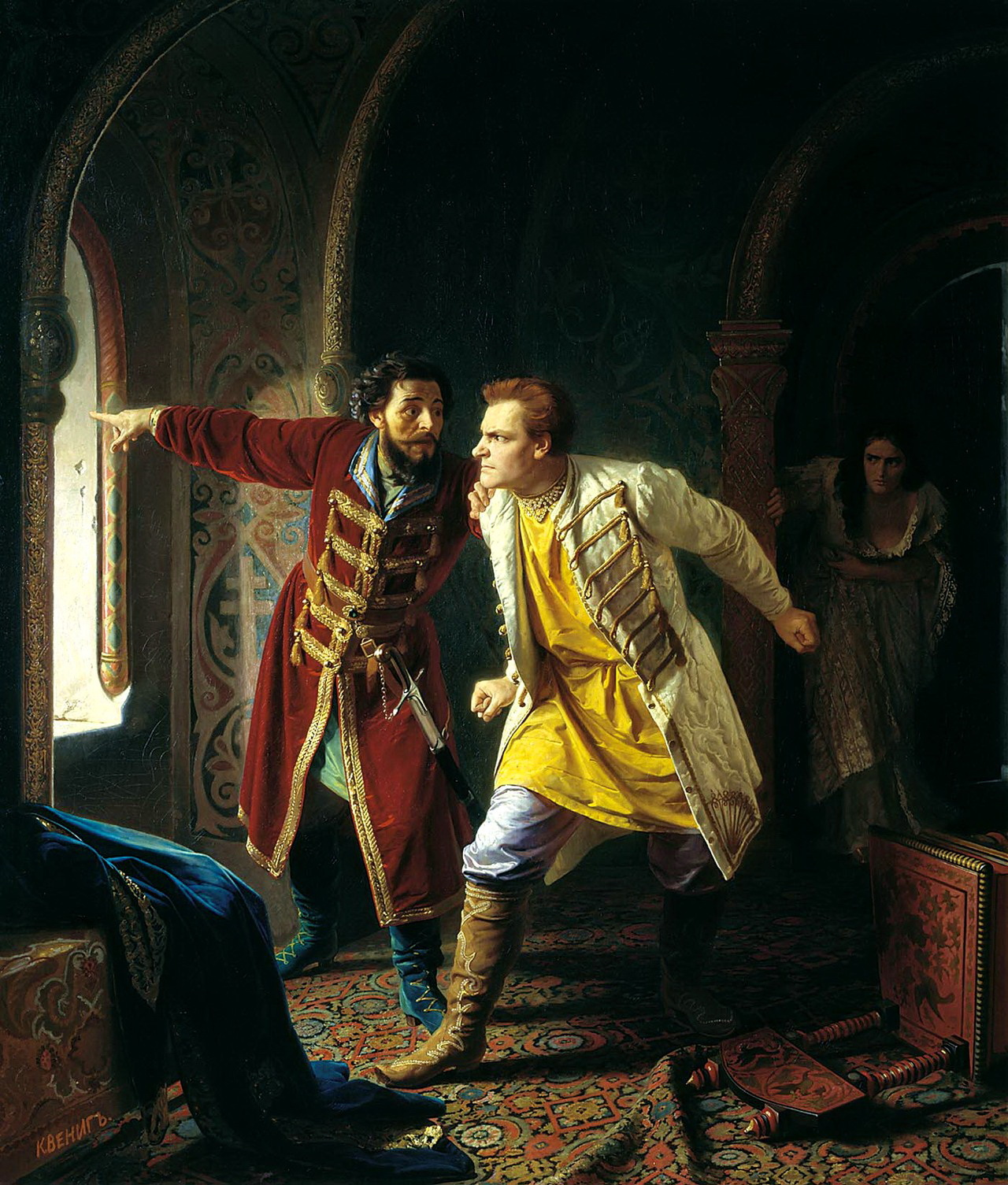
"가짜 드미트리 1세의 최후의 순간" Karl Wenig, 1879년 작품. 가짜 드미트리는 창문을 통해 도망치려다 창문에서 떨어져 다리를 다쳤고 곧 총에 맞아 죽었다. 이후 그의 유해는 화장되어 폴란드를 향해 대포로 쏘아졌다.

가짜 드미트리 1세의 통치는 돌아보면 특필한 것도 없었고, 그렇다고 돌아보면 커다란 실정도 없이 그의 지위는 약했다. 보야르의 대부분은 자신은 예전보다 커다란 영향을 얻었다고 생각했고, 그 중에는 차르의 자리를 노리는 자들도 있었다. 거기에 폴란드의 문화적 영향에 신중한 자도 많았고, 궁정에서 드미트리가 폴란드에서 데리고 온 외국인의 힘이 증가하는 것을 보고 특히 불안을 느꼈다. 이미 귀족은 평등하다는 폴란드 식의 황금의 자유(귀족민주주의)는 소 귀족에게는 지지를 받았으나, 커다란 권력을 자랑하는 보야르들에게 있어서는 위협이었다. 드미트리가 농민에 대해 인정한 많은 권리도 보야르들의 반발을 샀다. 이렇게 해서 유력귀족 바실리 슈이스키 공이 이끄는 보야르들은 드미트리와 친폴란드파에 대항하는 음모를 개시했고, "드미트리는 동성애자로써 러시아에 로마 가톨릭과 폴란드 문화를 퍼뜨리고, 러시아를 예수회와 로마 교황에게 팔아넘기려고 한다."는 소문을 퍼뜨렸다. 드미트리는 모스크바에 주둔 중인 수백 명의 폴란드-리투아니아 연방의 비정규병(용병 및 사병)에게 의지하고 있었으나, 이들 병사들은 시내에서 범죄를 벌여도 자신과는 무관하다는 자세를 보여 모스크바 시민의 분노를 사고 있어 급속히 지지를 잃어가고 있었다. 민중의 지지는 슈이스키에게 기울기 시작했다.
황후 마리나가 모스크바에 도착한 후로부터 2주일 정도 지난 1606년 5월 17일 아침, 반 드미트리의 음모를 꾸민 자들은 크레믈린(Kremlin)에 돌입했다. 드미트리는 창을 통해 도망치려다가 떨어져 다리를 다쳤다. 반란자중 한명의 총에 드미트리는 사살당하고, 그의 사체는 거리에 전시되었다가 후에 화장되어 재는 포탄에 넣어져 폴란드 방향을 향해 발사되었다. 차르 가짜 드미트리 1세의 치세는 겨우 10개월에 불과했다. 바실리 슈이스키는 스스로 차르의 자리에 앉았고, 500명 정도의 드미트리의 병사들은 살해되거나 감옥에 갇히는 등 국외로 추방 되었다.

## 제2차 폴란드 침공 (1607년-1609년)
새로운 차르인 바실리 슈이스키(바실리 4세)는 인망과 힘도 없어 그의 치세는 안정과는 멀었다. 가짜 드미트리에 대한 반란을 이끌고 500명의 폴란드인 병사를 살해하고 폴란드 특사를 투옥시킨 그는 반폴란드의 인물이라 볼 수 있었다. 내전상태는 계속되었고, 1607년 전년부터 시작된 이반 보로트니코프의 농민반란이 모스크바를 포위하는 사태가 되자, 여기서 다시 한번 드미트리를 자칭하는 인물(가짜 드미트리 2세)이 등장했다. 크렘린에서 살해되기 전에 대리인을 내세우고 도망쳤다고 주장하는 그는 폴란드의 마그나트의 일부 지지를 받았고, 그리고 가짜 드미트리 1세의 아내였던 마리나 므니셰크도 그를 "진짜 드미트리" 라고 확인했다. 그녀의 확인으로 가짜 드미트리 2세는 가짜 드미트리 1세를 지지하는 연방의 귀족들로부터 지지를 모을 수 있게 되었다. 아담 비시니오비에츠키(Adam Wiśniowiecki), 로만 루진스키(Roman Różyński), 얀 피오트르 사피에하들은 이 참징자도 지원하기로 결정하고, 자금 및 병사 7,500명을 그에게 지원했다. 가짜 드미트리 2세 군대는 곧 러시아에서 약탈을 벌였고, 특히 무뢰한들의 우두머리였던 알렉산데르 리소프스키(Aleksander Lisowski)가 이끄는 리소프치치 용병대(Lisowczycy mercenaries)는 악명이 높았고, 세르기예프포사트(Sergiyev Posad) 마을의 벽보에는 "3개의 전염병:티푸스(typhus), 타타르 인(Tatars), 폴란드 인(Poles)"이라고 간판에 쓰여 걸려 있다고 한다.

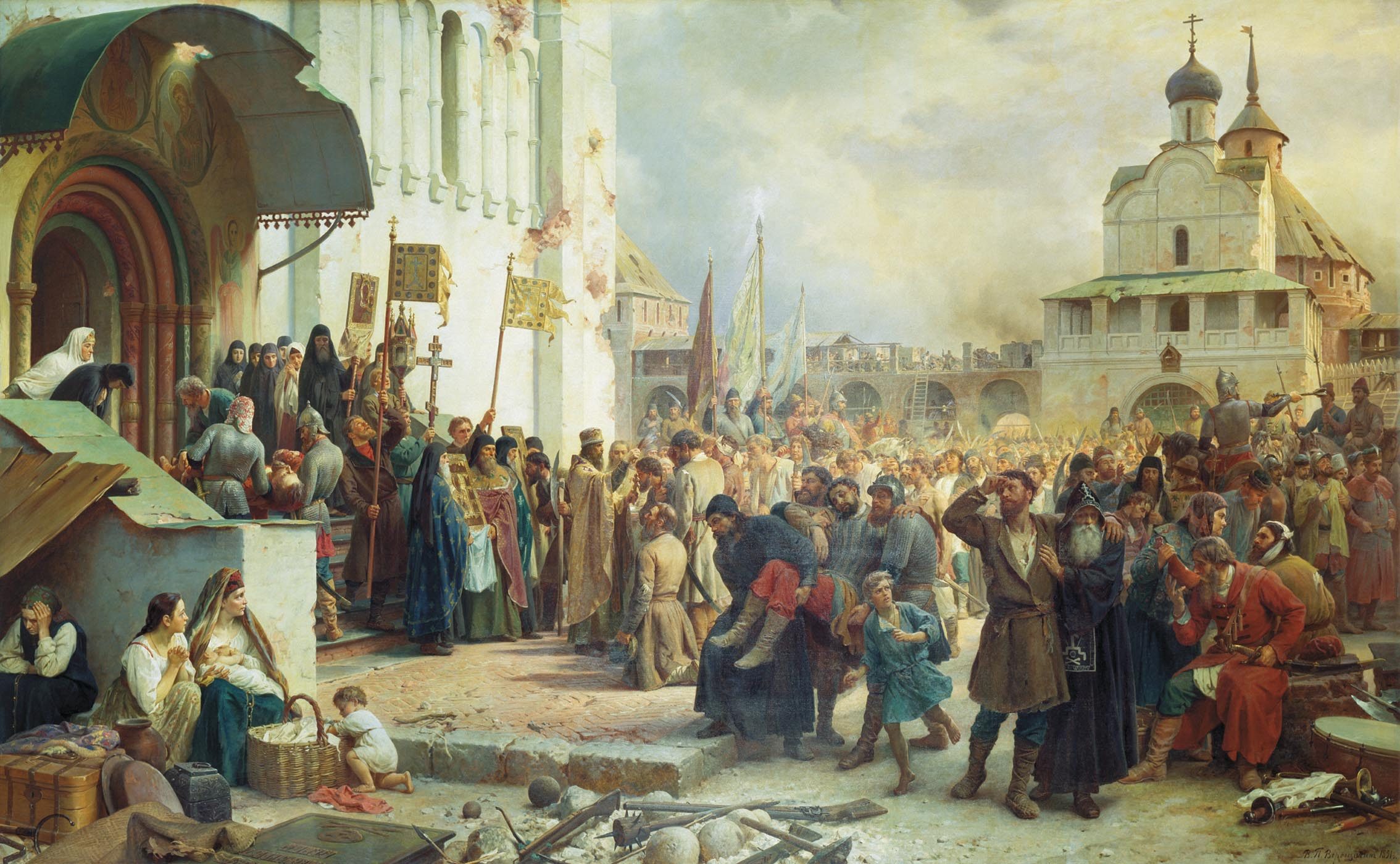
트로이체-세르기예프 대수도원의 방어. 바실리 베레시긴 1891년 작품.

1608년 알렉산데르 클레치코프스키(Aleksander Kleczkowski), 리소브치치, 돈 코사크(Don Cossacks)군 수백 명 및 하급 슐라흐타와 용병들은 러시아의 보야르였던 자하리 랴푸노프(Zakhary Lyapunov), 이반 호반스키(Ivan Khovansky)가 이끄는 차르 바실리 슈이스키 군대를 모스크바 남쪽 100km 떨어진 자라이스크(Zaraysk)에서 격파하고, 미하일로프(Mikhailov), 콜롬나(Kolomna)를 함락시켰다. 리소프치치는 모스크바를 향해 진군했으나, 메드베지 브로트(Medvezhiy Brod)에서 바실리 부투를린(Vasiliy Buturlin) 군대에게 패배하고, 이때까지 약탈한 약탈품의 거의 전부를 잃어버렸다. 얀 피오트르 사피에하와 리소브치지는 모스크바의 북쪽 100km 떨어진 트로이체-세르기예프 대수도원 공성전 수비의 핵심이었던 트로이체 세르기예프 대수도원의 포위를 시작했으나 함락시키지는 못했다(이 수도원은 1610년까지 포위되었으나 기어코 함락되지는 않았다). 리소프치치는 일단 철수했으나, 코스트로마(Kostroma) 및 솔리갈리치(Soligalich)등을 함락해 약탈을 벌였다.
가짜 드미트리는 1608년 봄, 모스크바 남서쪽 카라체프(Karachev), 브랸스크(Bryansk)등의 도시를 재빨리 함락시켜, 폴란드 인의 보강을 받으며 모스크바를 향해 전진했고, 볼호프(Bolkhov)에서 차르 군을 격파했다. 보야르들의 광대한 영지를 전부 몰수하겠다는 드미트리의 공약은 많은 서민들을 우방으로 만들었다. 모스크바에서 북쪽으로 20km 떨어진 마을인 투시노(Tushino)는 드미트리 군대의 숙영지가 되어, 병사들 및 서민, 보야르들이 모여 러시아의 또 하나의 수도가 되었다. 그의 군대는 처음 폴란드 귀족의 사병 및 용병 7,000명, 코사크 10,000명, 기타 10,000명의 폴란드-리투아니아 병사(1606년부터 시작되어 1608년 진압된 폴란드 국왕에 대한 귀족의 내란-제브지도프스키의 난-에 참가했던 병사)들로 구성되어 있었으나, 행군 중에 규모가 확대되어 100,000명이 넘는 세력이 되었다. 가짜 드미트리는 곧 표도르 로마노프(Feodor Romanov)란 이름의 귀족이었던 수도승 페라레트 총주교를 포로로 잡아, 투쉬노 부주교의 지위에 올려 주었다. 거기에 야로슬라블(Yaroslavl), 코스트로마, 볼로그다(Vologda), 카신(Kashin) 등의 도시에서 충성을 얻어냈다. 그러나 쾌조를 보이며 러시아 정복에 나섰던 가짜 드미트리에게 새로운 바람이 도래했다. 폴란드-리투아니아 연방의 지그문트 3세 자신이 러시아 내전에 적극적으로 개입하기로 결정한 것이었다.

## 폴란드-러시아 전쟁 (1609년-1618년)

### 폴란드 승리 (1609년-1610년)

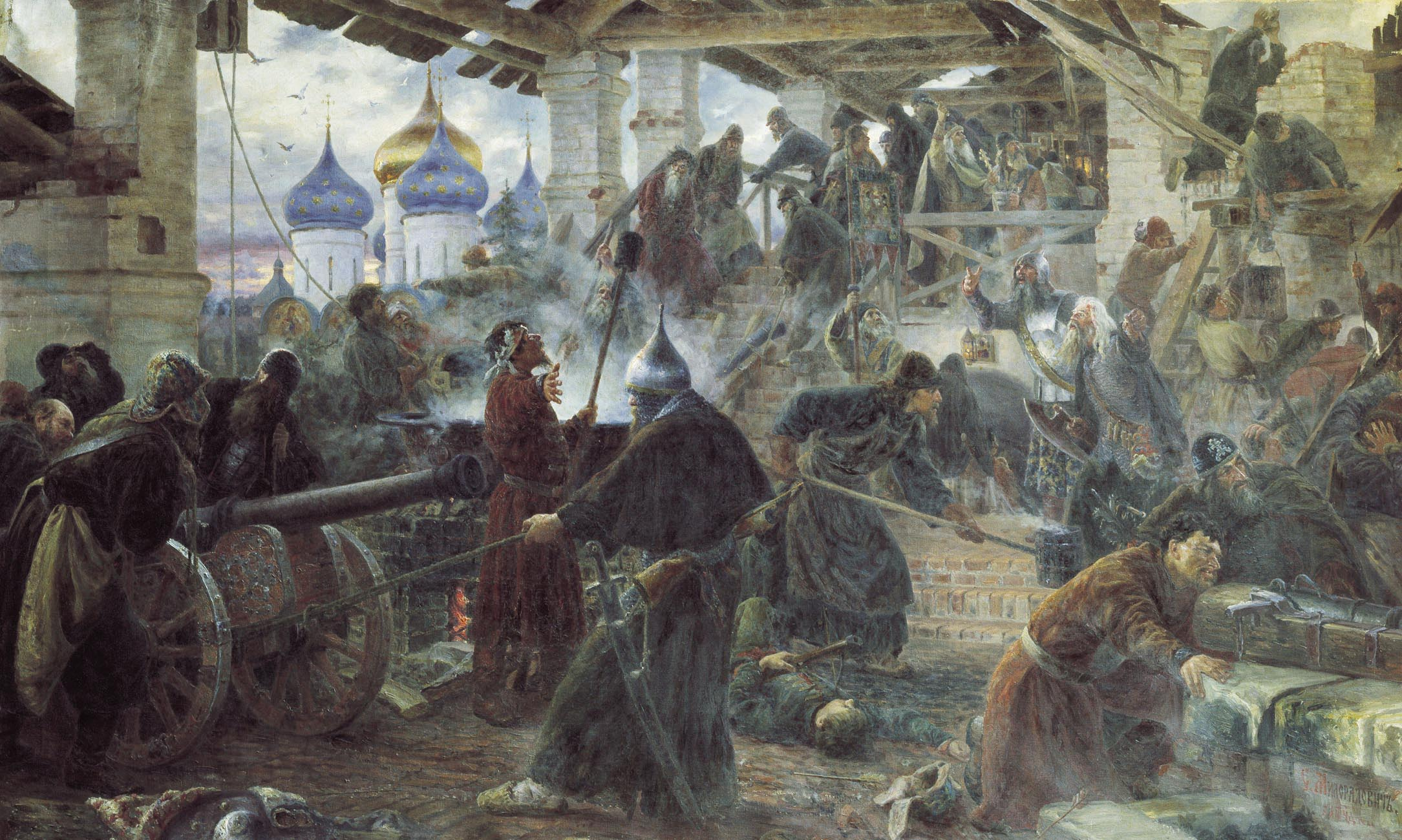
트로이체-세르기예프 대수도원에서 방어전을 지휘하는 정교회 수도승들. 연대기작가 Avraamy Palitsyn (1609년 9월에서 1611년 1월까지). 세르게이 밀로라도비치 작품.

1609년 폴란드 국내의 제브지도프스키의 난이 종결될 때쯤, 러시아에서는 차르 바실리 슈이스키가 가짜 드미트리 2세와의 대항을 위해 2월 28일 스웨덴 왕 카를 9세와 군사동맹을 맺었다. 스웨덴은 예전 폴란드와 동군연합이 된 적이 있었고, 스웨덴을 지키던 카를 9세가 왕이 되기 전에 지그문트 3세가 스웨덴 왕도 겸직하고 있어서 지그문트 3세에게 있어 스웨덴 탈환은 비원이었다. 지그문트 3세는 세임(국회)에서 러시아에 대한 선전포고를 승인 받고, 본격적인 러시아 침공을 노렸다. 그는 이것을 폴란드-리투아니아 연방의 영토와 세력권을 동쪽으로 확장하고, 정교회의 아성이던 러시아를 가톨릭화시켜(이 때문에 로마 교황도 폴란드를 강력히 지원했다), 최종적으로 러시아를 스웨덴 탈환의 거점으로 삼을 좋은 기회라고 생각했다. 이 전쟁은 곧, 제브지도프스키의 난에 참가했던 반 국왕파 귀족들에게 외적 및 목적을 부여하는 구실도 되었다. 지그문트 3세는 그들에게 동쪽의 전쟁에 참가한 자들에게는 부와 명예가 기다리고 있다고 약속하고, 그들을 대러시아 전쟁에 끌여들였다. 그해 출판된 파베우 팔치프스키(Paweł Palczwski)의 책 Kolęda moskiewska는 러시아를 신세계의 인디오(Indian)들의 제국과 비교하면서, 러시아도 황금이 가득한 도시가 널려있고 정복이 쉽다라고 쓴 책이었다. 거기에 러시아의 보야르들은 지그문트 3세에 대해 그의 아들 브와디스와프 공에게 차르의 지위를 제시하며 전투에 참가할 것을 약속했다. 예전 폴란드인 귀족 및 병사의 러시아 침공에 관여하거나, 러시아의 내정에 개입하는 시간을 할애하는 것을 싫어하던 지그문트 3세는 1609년 단계에는 러시아에 대한 적극적으로 개입하기로 방침을 변경했다.

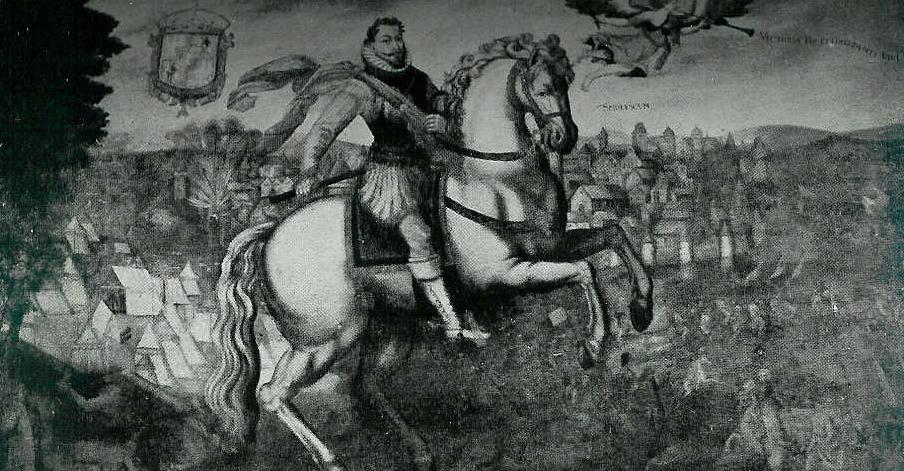
스몰렌스크의 지그문트 3세, 톰마소 돌라벨라.

이때 폴란드인 귀족 및 병사의 상당수는 가짜 드미트리 2세를 위해 전투를 벌이고 있어서 지그문트 3세와 그의 군대는 드미트리를 차르에 앉히기 위해 참전하지는 않았다. 지그문트 3세는 자신이 직접 러시아의 지배자가 되려는 욕심이 있었다. 지그문트 3세의 참전으로 인해 가짜 드미트리 2세를 따르던 폴란드인 병사의 상당수가 투쉬노의 진영을 떠났고, 이후 가짜 드미트리 군대는 패퇴를 거듭했다. 이어지는 대패와 야코브 드 라 가르디가 이끄는 강력한 러시아-스웨덴 연합군의 도래로 가짜 드미트리 2세는 아내였던 마리나 므니셰크와 더불어 투시노에서 탈주해 농부로 변장하고 코스트로마로 도망쳤다. 가짜 드미트리는 코스트로마에서 한번 더 공세를 벌이다 실패했으나, 돈 코사크의 지원을 받아 러시아 남동부 정복지의 상당수를 되찾았다.

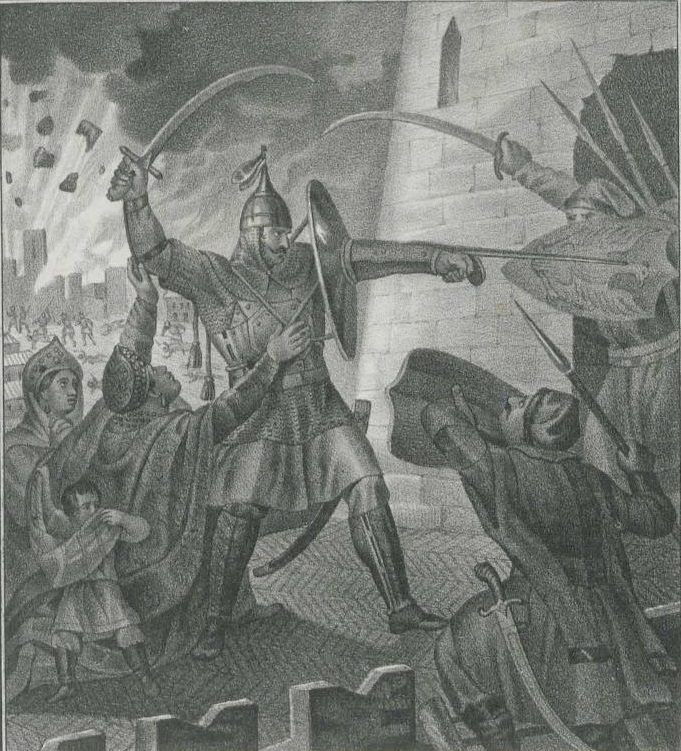
폴란드로부터 스몰렌스크를 방어하는 러시아군 보리스 초리코프

헤트만(Hetman) 스타니스와프 주키에프스키가 지휘한 폴란드-리투아니아 연방군은 국경을 넘어 러시아령에 들어와 1609년 9월 29일 러시아 서부의 스몰렌스크를 포위했다. 주키에프스키는 예전부터 이 전투에 반대했으나, 왕의 명령에 거역할 수 없어 종군했다. 스몰렌스크는 러시아가 1514년에 리투아니아로부터 빼앗은 서쪽의 중요도시였고, 보이보드(voivid)인 미하일 셰인(Mikhail Shein)이 이끄는 1,000명 이하의 병사만 있어서 주키에프스키가 이끄는 12,000명의 군대와는 상대가 되지 않는다고 생각했다. 그러나 스몰렌스크는 이전 차르였던 보리스 고두노프가 출자한 대규모 성곽보수공사가 1602년 완성되었다. 폴란드군은 스몰렌스크가 난공불락이 되었다는 것을 아직 알지 못하고 있었다. 포위는 장기전이 되었고, 포병이 시내를 향해 포격하고, 해자(moat) 아래에 터널을 파거나, 토루를 쌓아 성벽(ramparts)을 공격하려고 했다(이 토루는 지금도 남아 있다). 이곳의 결판은 20개월이 지나서야 결말을 짓게 되었다.
연방의 진격은 성공적이지 못했다. 헤트만 얀 카롤 호드키에비치(Jan Karol Chodkiewicz)가 이끄는 2,000명 부대의 공격은 급료가 지불되지 않아 병사들이 반란을 일으켜, 호드키에비치에게 러시아 중앙부에서 퇴각하여 스몰렌스크로 돌아가길 강요했기 때문에 실패로 끝났다. 왕자 브와디스와프가 움직임이 늦어진 원군과 더불어 도착하면서 전쟁은 이상한 양상을 띄게 되었다. 같은 시기 1610년 용병집단 리소프치치는 북서쪽의 도시 프스코프(Pskov)를 함락하여 약탈하고, 러시아와 적대해 잉그리아 전쟁에 돌입했던 스웨덴군과 충돌했다.

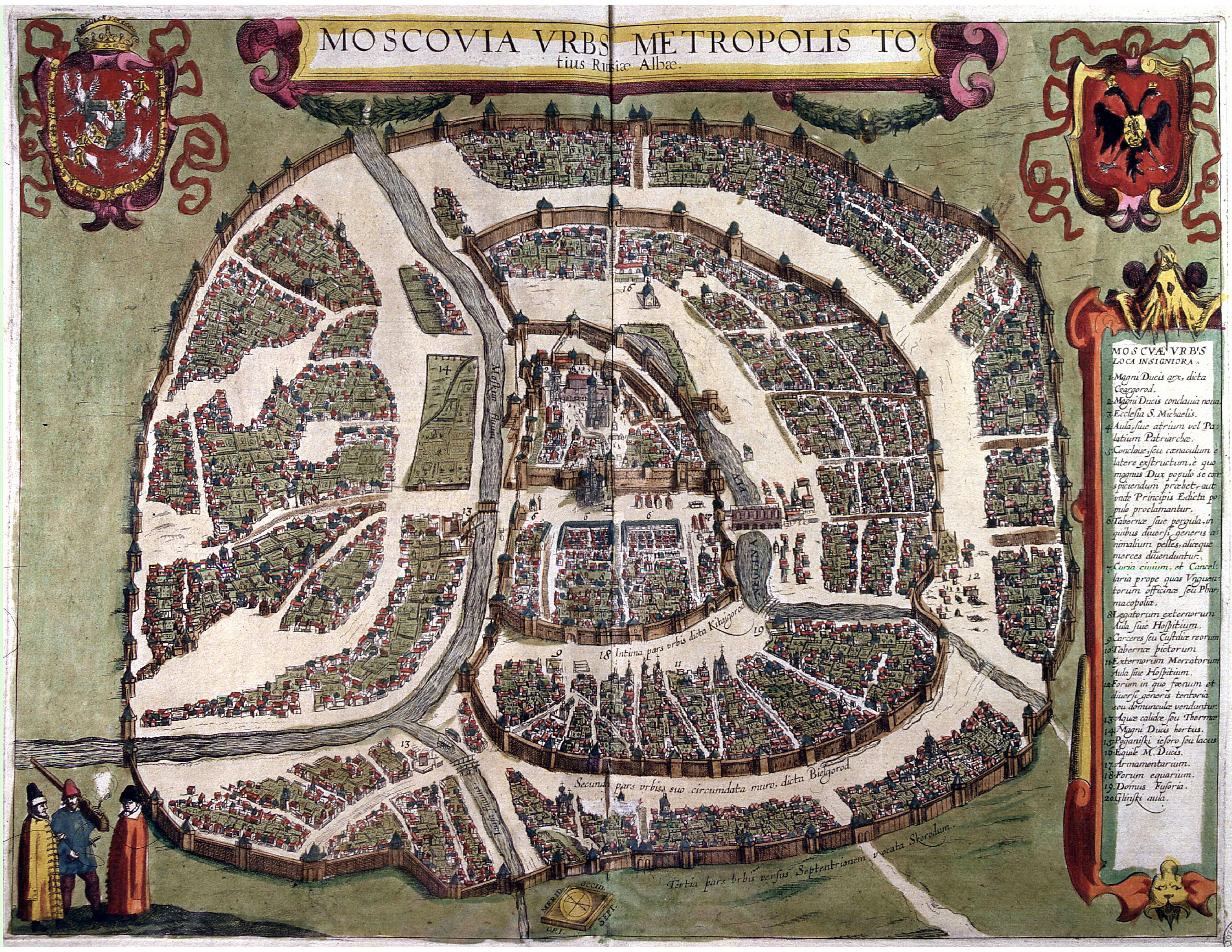
1610년 모스크바의 폴란드 작전

스몰렌스크를 포위하던 폴란드 진영에서는 서로 다른 전략적, 정치적 구상이 넘쳐났다. 제브지도프스키의 난의 원래 참가자들은 아직도 지그문트 3세와 대립하고 있었고, 그를 폐위시키고, 가짜 드미트리 2세를 혹은, 러시아의 차르 바실리 슈이스키를 폴란드 왕으로 선출하려고 했다. 처음부터 러시아 침략에 반대한 지휘관 주키에프스키는 전역의 전망, 수법, 최종목표를 둘러싸고 지그문트 3세와 충돌을 되풀이했다. 주키에프스키는 폴란드 귀족(슐라흐타)의 전통적인 생각을 대표하는 인물로써 러시아 같은 강국을 상대로 공격적이면서 위험한 전쟁을 시도하는 것을 우려하고 있었다. 주키에프스키의 이상은 리투아니아와 연방을 맺은 것처럼 평화적이며 자발적인 연합을 러시아와 맺는 것에 있었다. 주키에프스키는 러시아의 보야르들에 대해 귄리 및 종교적 자유를 제시하며 동맹을 호소하고, 최종적으로 폴란드-리투아니아-러시아 연방을 형성하는 것을 목표로 했다. 그 때문에 러시아를 무력으로 굴복시키지 않고, 외교를 통해 러시아의 협력을 얻어야 한다는 것이 그의 결론이었다. 한편 지그문트 3세는 정치적 교섭 및 타협을 하는 것을 좋아하지 않았고, 특히 정교회에 대해 양보라는 것은 있을 수 없었다. 지그문트는 입을 열 때마다 거의 열광적이라고 말할 정도의 가톨릭의 옹호자로써 국내에서도 반종교개혁을 지지하고 있었다. 그는 모든 전투에서 승리해 모스크바를 비롯한 러시아 전역을 무력으로 손에 넣을 수 있을 것이라고 믿고, 러시아에 자신의 지배와 가톨릭 교회의 지배를 확립시키려고 했다.

### 폴란드의 모스크바 입성 (1610년)
1610년 1월 31일 지그문트 3세는 바실리 슈이스키에게 반발해 가짜 드미트리 2세 측에 가담한 보야르들로부터, 왕자 브와디스와프를 차르로 세워주기를 간청하는 메시지를 받았다. 2월 24일 지그문트 3세는 그들에게 알았다는 답변을 보냈으나, 모스크바에 입성하는 것은 평화롭지 않으면 안 된다는 조건을 붙였다. 헤트만 주키에프스키는 반란을 일으켜 왕의 명령을 따르지 않았다. 그는 스몰렌스크 공방전을 지속할 수 있는 최소한의 군대만을 남겨두고 코사크 원군과 더불어 모스크바를 향했다. 그러나 그가 두려워한 예언대로 폴란드-리투아니아 연방군이 러시아의 땅을 약탈하면서 동쪽으로 진군하자, 지그문트 3세에게 타협의 의사가 없다는 것을 분명하게 밝혀지게 되었다. 폴란드 및 가짜 드미트리 2세를 지원하던 자들은 친폴란드 진영을 떠나 슈이스키의 반폴란드 진영에 합류했다.

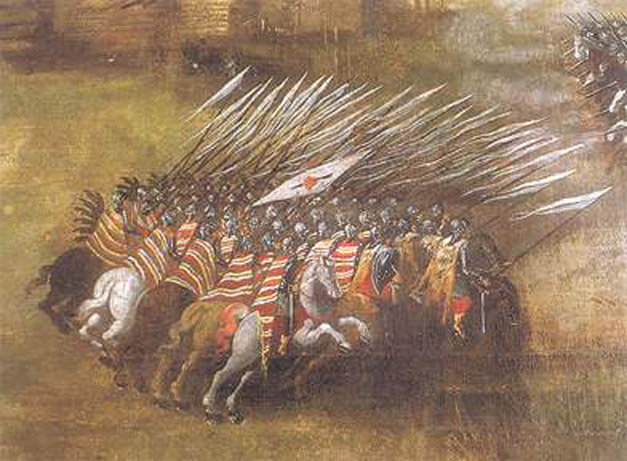
클루시노 전투에서 폴란드 후사르의 진형

그리고리 볼루예프(Grigory Voluyev)가 이끄는 러시아군은 스몰렌스크 구출을 위해 서진하고, 주키에프스키가 이끄는 폴란드 군대는 모스크바로 진군을 막기 위해 차료보-자이미셰(Tsaryovo-Zaimishche;Carowo, Carowo, Tsarovo-Zajimiszcze)의 마을에 요새를 쌓았다. 차료보는 6월 24일부터 폴란드군에게 포위되었으나, 이때 러시아군은 장기전을 준비할 물도 식료도 준비하지 못했다. 보르에프는 슈이스키의 동생 드리트리 슈이스키에게 구원을 요청했다. 슈이스키 군은 야코브 드 라 가르디의 스웨덴군의 원군을 얻어 구원에 나섰으나, 골목길을 통해 클루시노로 경유해 우회하는 길로 갔다. 주키에프스키는 슈이스키의 원군이 오고 있다는 것을 알고, 그들이 차료보에 도착하기 전에 맞아 싸우기 위해 보르에프가 알지 못하도록 밤중에 차료보의 포위를 풀었다. 1610년 7월 4일 클루시노 전투에서 헤트만 주키에프스키 휘하의 후사르인 폴란드 군의 정예 기병 5,000기는 수적으로 우세한 35,000~40,000명의 러시아-스웨덴 연합군을 격파했다. 러시아군의 경이적인 대패는 사람들에게 충격을 주었고, 전쟁은 새로운 전개를 보였다.

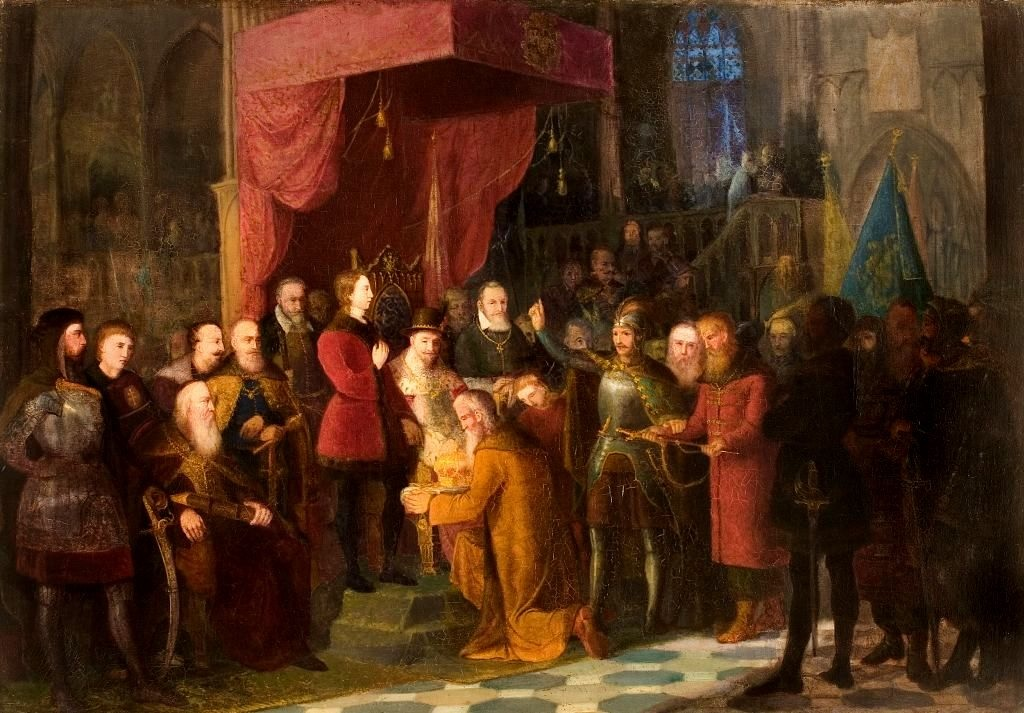
"바르샤바의 세임에 차르 슈이스키를 데리고 온 주키에프스키. 그 앞에는 지그문트 3세" 얀 마테이코, 캔버스에 유화.

클루시노에서의 대패소식을 접하고 슈이스키 편에 있던 자는 거의 없었다. 주키에프스키는 차료보에 농성하고 있던 소수의 러시아군에 대해 항복하여 왕자 브와디스와프에게 충성을 맹세하라고 설득했다. 1610년 8월 러시아의 보야르들은 지그문트 3세의 승리가 틀림이 없는 것과 만약 정교회로 개종한다면 브와디스와프가 차기 차르가 된다는 것을 사실로써 받아 들이게 되었다. 러시아 두마(Duma;귀족들에 의한 회의)는 슈이스키를 차르의 지위에서 끌어내리기로 결의했다. 슈이스키와 가족들은 체포되어, 슈이스키는 수도원에 들어가 수도승이 되었고 도망치지 않게 감시를 붙였다. 후에 그는 일종의 전리품으로써 바르샤바로 보내져 고스티닌에서 죽었다.

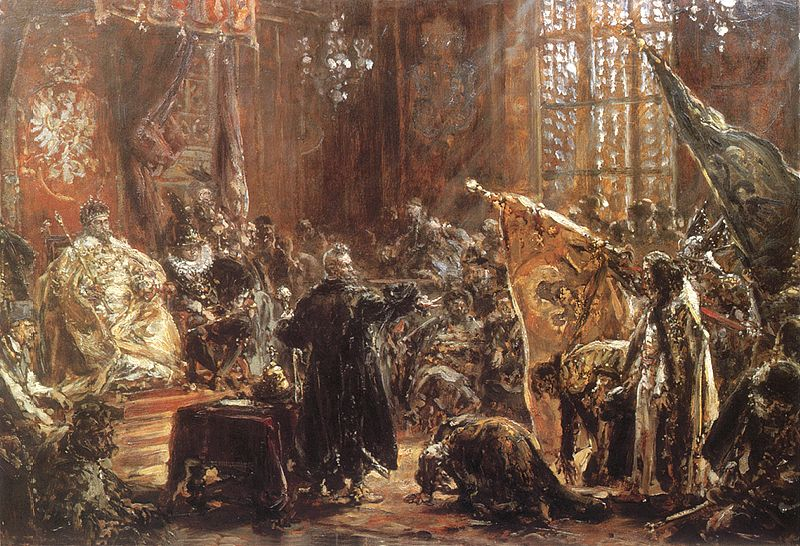
"바르샤바의 세임에서 슈이스키" 얀 마테이코, 캔버스에 유화.

슈이스키의 폐위 후, 주키에프스키와 거짓 드리트리 2세는 별도의 군을 이끌고 모스크바에 도착했다. 이때 모스크바는 긴장이 끊이지 않았고, 작은 다툼이 일어나 친폴란드파, 반폴란드파, 스웨덴파 및 국내파의 여러 보야르들이 사태를 수습하려고 다투었다. 러시아인 병사들이나 서민도 이들이 침략군이기에 성문을 닫고 농성해야 하는가, 해방군이므로 우방으로서 맞이해야 하는 것인지 알 수가 없었다. 겨우 친폴란드파가 주도권을 장악해 폴란드군은 모스크바에 입성했다. 보야르들은 성문을 열고 폴란드군을 맞이하고 주키에프스키에게 무정부 상태에서 러시아를 구원해달라고 요청했다. 모스크바의 크레믈린에는 알렉산데르 고시에프스키(Aleksander Gosiewski)가 이끄는 폴란드 병사가 주둔했다. 7월 27일 보야르들과 주키에프스키 사이에서 지그문트 3세의 아들 브와디스와프를 새로운 차르로 인정한다는 것을 교환조건으로 러시아의 보야르들에게 폴란드의 슐라흐타와 같은 많은 특권을 가지는 것을 약속하는 조약이 이루어졌다. 그러나 주키에프스키는 스몰렌스크에 머물던 지그문트 3세가 전혀 다른 생각을 가지고 있다는 것을 알지 못했다.
주키에프스키와 가짜 드미트리 2세는 처음부터 달갑지 않은 동맹관계였기에 서서히 거리가 멀어졌다. 가짜 드미트리 2세는 폴란드 궁정에서 영향력을 상실했고, 주키에프스키는 최종적으로 드미트리를 모스크바에서 몰아내려는 공작을 벌였다. 또 주키에프스키는 폴란드인을 특히 15세의 브와디스와프를 다음 차르에 앉히기 위해 각방면으로 공작을 시작했다. 이전 대동란의 초기에 리베랄한 폴란드-리투아니아 연방에서 브와디스와프 왕자를 차르로 초청하고, 당시 차르의 전횡을 끝내려는 보야르들의 움직임이 있었다. 주키에프스키의 공작에서 보야르들 중에 친폴란드파(크냐지(Knyazes)의 표도르 므스티슬랍스키(Fyodor Mstislavsky), 바실리 갈리치네(Vasily Galitzine), 표도르 셰레메테프(Fyodor Sheremetev), 다닐 메제츠키(Daniil Mezetsky) 및 디야크(diaks)의 바실리 텔레프뇨프(Vasily Telepnyov), 토미워 야고프스키)들이 주도권을 장악하고, 보야르들의 다수파가 만약 브와디스와프가 정교회로 개종하고, 폴란드-리투아니아 연방이 전쟁에서 점령한 러시아의 도시를 반환한다면 그가 차르에 앉는 것을 지원하기로 했다.
그러나 경건한 가톨릭 신자인 슐라흐타들에게 둘러싸여 있던 지그문트 3세는 왕자의 개종에는 단호히 반대했다. 이 하나의 사건에서 폴란드-리투아니아-러시아 연방국가의 계획은 깨지기 시작했다. 지그문트 3세의 반대에 기분이 나빠지고 분노한 보야르들은 브와디스와프 지지를 철회하고, 대귀족 고리친 가문의 바실리 고리친을 추대하는 자, 로마노프 가문의 미하일 1세(브와디스와프와 동일한 15세)를 추대하는 자, 혹은 가짜 드미트리 2세를 추대하는 자들로 나뉘기 시작했다. 주키에프스키는 이에 대해 재빨리 행동했고, 또 모스크바에 나타나지 않은 지그문트 3세의 동의를 얻지 않고 보야르들과의 약속을 맺어, 브와디스와프를 차르로 선출시키는데 성공했다.
브와디스와프가 차르가 된 후, 가짜 드미트리 2세는 모스크바 근교의 투쉬노 진영에서 분거지 칼루가(Kaluga)로 도망쳤다. 그러나 여기서도 그의 지위는 불안정해졌다. 1610년 12월 11일 절반 정도로 취해있던 가짜 드미트리 2세는 그를 지지하던 보야르들 중에 있던 예전 그가 섬겼던 적이 있는 카시모프 칸국의 왕자 표트르 우르소프에 의해 사살되었다. 아내 마리나 므니셰크는 도망쳤으나, 그때 그녀는 가짜 드미트리 2세 사이에서 후계자 이반 드미트리예비치를 잉태하고 있었다. 그녀는 그 후 얼마 안가 1614년에 죽을 때까지 러시아 내전의 중요한 요소가 되었다.
차르가 된 브와디스와프는 생각지도 못한 반대세력과 직면했다. 그것은 자신의 아버지 지그문트 3세였다. 주키에프스키가 지그문트 3세와 회견을 위해 1610년 11월 스몰렌스크로 간 사이 지그문트 3세는 생각을 바꿔 자신이 차르가 되겠다는 말을 내뱉었다. 러시아의 다수파는 특히 그가 러시아의 가톨릭화 하려는 생각을 숨기지 않는 것에 반발하였다. 주키에프스키는 곤란한 입장에 처하게 되었다. 폴란드인이 러시아의 차르 지위를 얻으려는 목적을 위해 그는 보야르들과 브와디스와프를 차르에 앉히기로 약속했기에 러시아 전 지역에서 인기가 없었던 지그문트 3세의 즉위에는 보야르들은 반대할 것임을 알고 있었다. 주키에프스키는 이것을 지그문트 3세에게 설명하지 않으면 안되었으나, 당시 지그문트 3세는 러시아의 서부지역 정복과정에서 자신이 러시아에서 인기가 있다고 확신했다. 주키에프스키는 최후에는 지그문트에게 실망하고 폴란드로 돌아갔다. 지그문트 3세는 조금 양보하여 아들을 차르에 앉히는 것을 인정하고, 그가 성인이 될 때까지 섭정으로써 자신이 러시아를 지배하기로 결정했다. 그는 보야르들에게 브와디스와프 왕자에게 복종해 충성을 맹세하는 자는 동시에 자신에게도 충성을 맹세하지 않으면 안된다고 요구했다. 보야르들은 한층 반발해 폴란드에 대한 지지는 갈수록 옅어졌다. 브와디스와프는 러시아의 실권을 장악하는 일은 순조롭지 못하고, 폴란드와 러시아의 전쟁이 재발되었다. 긴장이 높아지는 가운데, 지그문트와 브와디스와프가 안전을 위해 모스크바를 떠나자, 친폴란드파 보야르들이 차례로 입장을 바꾸면서 크레믈린에 남겨진 소수의 폴란드군 부대는 여기저기 고립되어 높아진 적의의 대상이 되었다. 이 시기 러시아 정교회는 러시아인에 대해 폴란드에게 저항을 호소하는 큰 역할을 맡았다. 모스크바 총대주교 게르모겐는 1610년 말 러시아 각지에 반 폴란드의 결기를 촉구하는 편지를 보냈다. 게르모겐에게 호응한 랴잔의 프로코피 랴푸노프(Prokopy Lyapunov)가 결성한 반폴란드의 러시아인들에 의한 군대(제1차 의용군, 제1차 국민군)은 모스크바를 향해 전진했고, 얀 피오트르 사피에하 지휘하의 모스크바 시외의 폴란드군과 충돌했다.
같은 시기 브와디스와프가 러시아의 차르가 되어 스몰렌스크 주위의 도시 및 요새가 모두 폴란드에게 충성을 맹세한 후에도 스몰렌스크 포위전은 아직 계속되고 있었다. 지그문트 3세는 스몰렌스크 측에게 자신에게 충성을 맹세하지 않고 폴란드군에게 문을 열라는 바램은 러시아군이 거부했다. 1610년 12월 포위전에 들어간 기간에 최대의 터널 굴삭 작전이 벌어졌다. 그러나 이 작전에서 폴란드군은 외곽의 많은 곳을 파괴했지만, 내곽은 아무 상처를 입히지 못했다. 어떤 때는 폴란드의 포격이 성벽의 일부분을 무너뜨리자, 보이보드 브라츠와프(Braclaw)는 폴란드 병사에게 그 틈새로 돌격을 명령했다. 그러나 수비하던 러시아 측은 무너질 부분을 예측하고 그 부분에 병사를 증강했다. 양군은 처절한 살육전을 벌이다가 폴란드군은 퇴각을 강요 받았다.

### 전쟁 재개 (1611년)

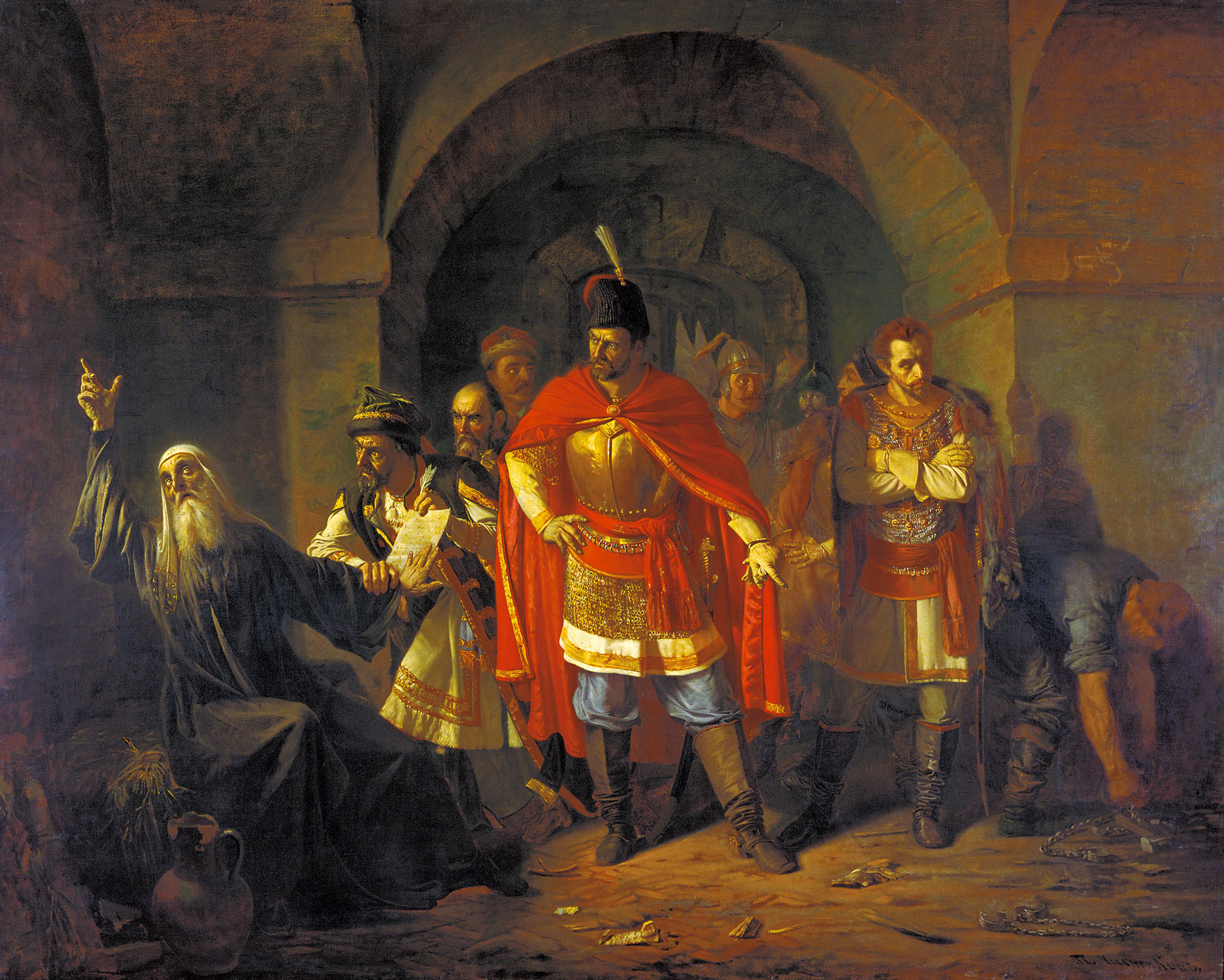
총대주교 게르모겐은 폴란드가 강제적으로 서명하게 하려는 성명서를 거부한다. 파벨 치스탸코프(Pavel Chistyakov).

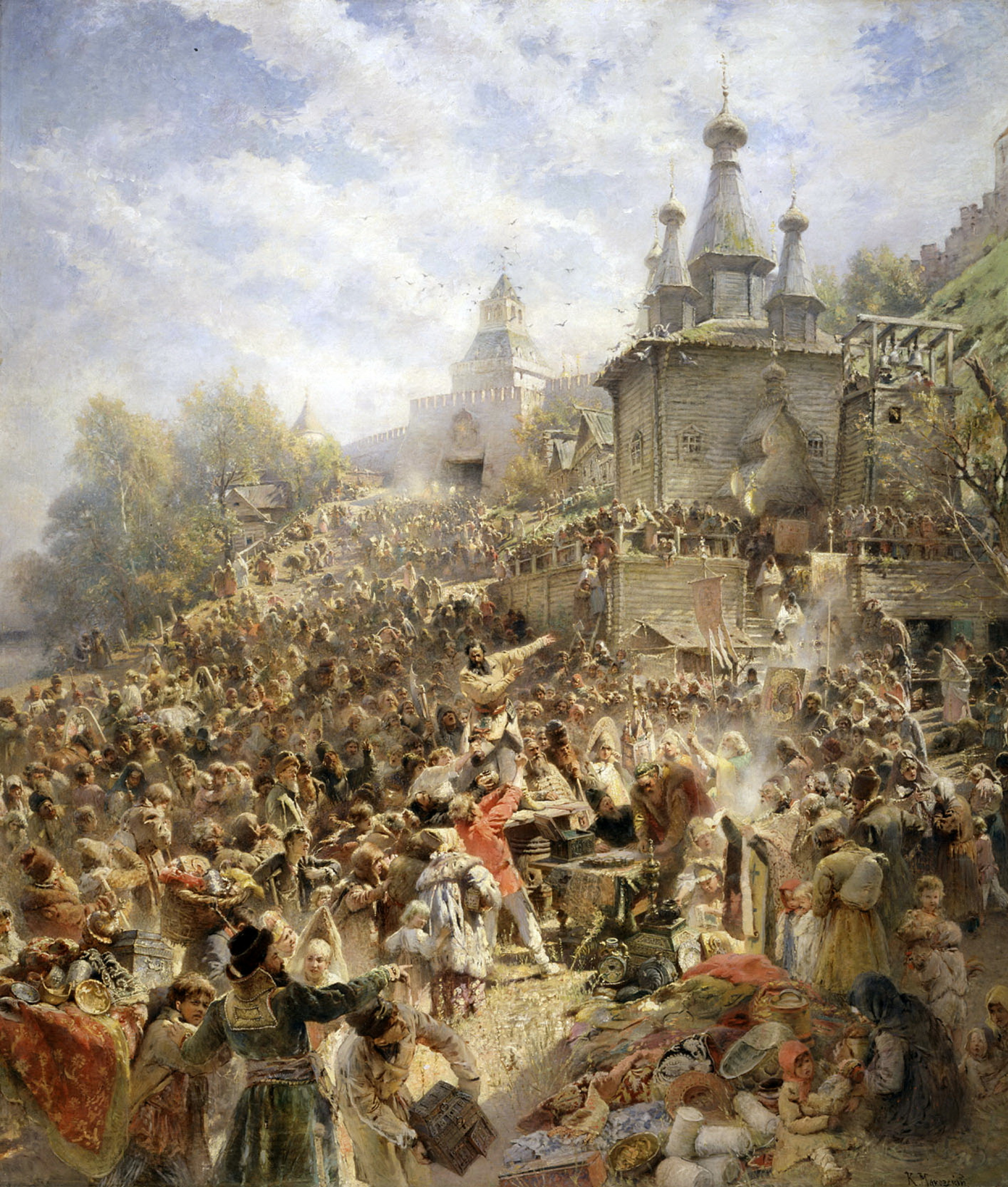
쿠지마 미닌의 선언. 콘스탄틴 마콥스키.

1611년 모스크바에서 폴란드군 주둔에 대한 봉기는 폴란드-리투아니아 연방의 개입에 대해 러시아의 관용이 끝났다는 것을 표시하는 것이기도 했다. 모스크바의 시민은 1606년에도 가짜 드미트리 1세의 부하인 폴란드 병사와 싸웠으나, 폴란드군의 지배가 계속되자 다시 한번 일어날 때가 온 것이다. 모스크바 시민은 탄약고를 점령하려 했으나 폴란드 부대는 제1파의 공격을 격퇴했다. 이 전투에서 일어난 불꽃이 튀어 화재가 발생해 모스크바의 일부는 불타버렸다. 같은 해 7월 연방 측이 처한 상황은 악화되어 모스크바 시내의 봉기는 폴란드 병사가 지키던 크레믈린 공방전으로 옮겨졌다. 전해진 바에 의하면 모스크바 시민의 공격에 대해 폴란드군은 당시 러시아에서 가장 권위가 있는 인물이었던 모스크바 총대주교의 게르모겐에게 민중에게 공격을 하지 말라고 요구하는 성명에 서명할 것을 요구했다. 게르모겐은 거절했고, 투옥된 채로 다음해 1612년 굶어 죽었다.
러시아인에 의한 제1차 의용군은 귀족과 코사크의 대립으로 1611년 7월 지리멸멸하고, 폴란드에 의한 스몰렌스크 함락과 스웨덴에 의한 노브고로드 함락으로 러시아는 궁지에 몰리게 되었으나, 정교회에 고무된 의용군의 움직임은 다른 장소에서도 일어나게 되었다.

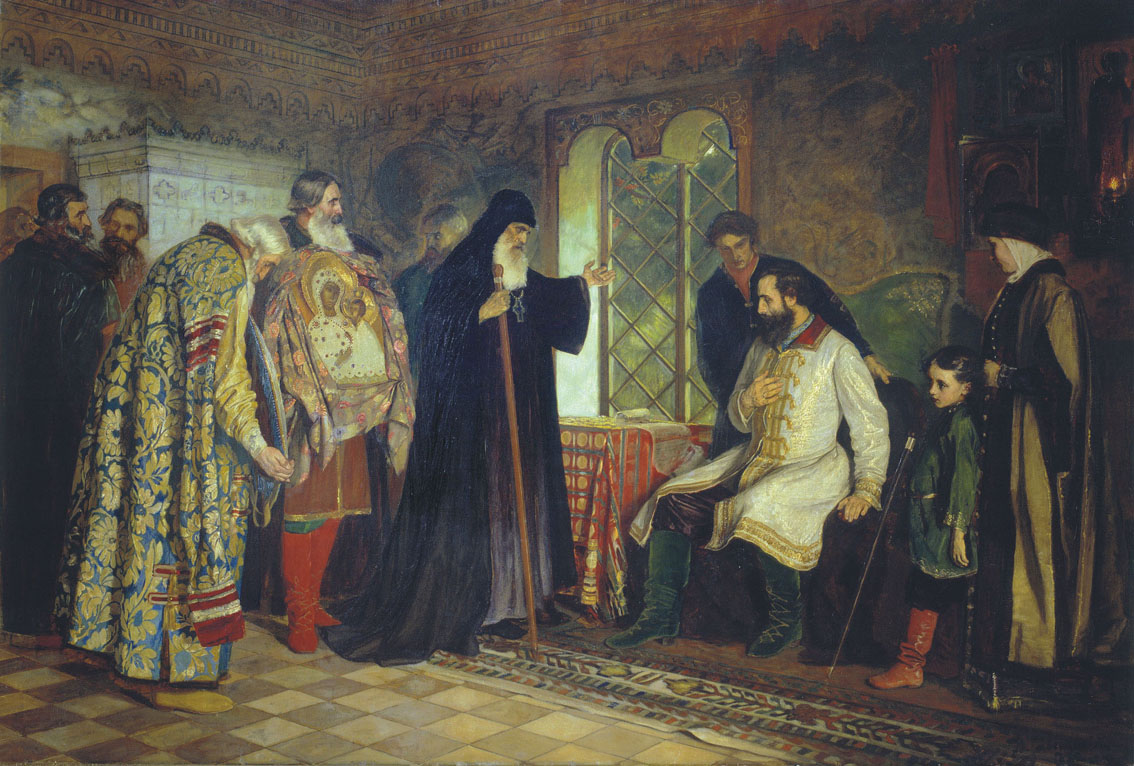
폴란드를 상대로 조직된 의용군을 지휘하길 부탁받는 드미트리 포자르스키. 바실리 세빈스키 작품(1882)

1611년 가을, 러시아 동부의 상업도시 니즈니노브고로드(Nizhny Novgorod)에서 시민들로부터 존경받던 고기상인인 쿠지마 미닌(Kuzma Minin)은 의용군을 제창했다. 상인길드의 사람들은 찬성하여 반폴란드 민중군(제2차 의용군, 제2차 국민군(러시아어: Второе народное ополчение)을 조직하는 자금을 제공했다. 그 사용처를 감독한 미닌은 드미트리 포자르스키(Dmitry Pozharsky) 공작에게 군대를 통솔해달라고 의뢰하고, 포자르스키는 승낙했다. 1612년 1월 폴란드군의 일부는 급료 미지불을 이유로 반란을 일으키고, 러시아에서 폴란드로 철수했다. 약체화된 폴란드군을 퇴각시키고 진격한 제2차 의용군은 각지의 반 폴란드 세력을 모으기 위해 모스크바에 도착했다. 9월 1일 헤트만 얀 카롤 호드키에비치(Jan Karol Chodkiewicz)가 이끄는 정예의 폴란드군 9,000명은 크레믈린의 포위를 풀기 위해 응원하러 달려와 크레믈린에 돌입하려는 러시아군과 충돌했다. 폴란드군은 넓은 평야에서 기병에 의한 돌격을 감행하자, 그들에게 있어서도 새로운 전술인 타보르(Tabor;말이 끌고 이동하는 마차의 요새)을 호위하면서 시가지를 나아가는 작전이었다. 최초 성공한 것은 코사크의 원군에 의한 것이었고, 최종적으로는 호드키에비치도 모스크바에서 퇴각하는 수밖에 없었다.
포자르스키 공작이 이끄는 의용군의 지원에 의해 크레믈린 내의 폴란드 병사는 식량부족에 빠졌고(인육을 먹는 일도 일어났다고 전해진다), 1612년 11월 1일에 (기록에 의하면 11월 6일 혹은 7일) 19개월에 걸친 포위전 후 기어코 항복했다. 11월 7일 살아남은 폴란드병사는 모스크바에서 퇴각했다. 연방과 러시아 측의 교섭에서 안전한 퇴로를 약속했음에도 불구하고, 퇴각하는 폴란드 병사의 절반이 러시아병사에게 살해되었다. 이로써 모스크바는 러시아의 손에 돌아오게 되었다.
한편 1611년 6월 2일 2번째 추운 겨울을 넘긴 채 20개월에 걸친 포위전 끝에 기어코 폴란드군에 의한 최후의 스몰렌스크 공격이 시작되었다. 시민 사이에는 기아와 질병이 만연했고, 러시아 병사는 식량부족이 이미 한계에 달했고, 폴란드-리투아니아 군은 문을 돌파했다. 폴란드군은 러시아의 탈주병 안드레이 데디신(Andrei Dedishin)이 제안한 성곽의 약한 곳을 가르쳐 주어 약점을 발견하고, 6월 13일 하수구에 폭탄이 들어갔다. 폭발로 인해 성벽은 크게 붕괴되었고, 그날 스몰렌스크는 함락되었다. 남은 러시아 병사는 대성당으로 도망쳐 적의 손에 죽기보다는 스스로 죽는 것을 선택해 화약을 대폭발 시켜 대성당과 운명을 같이했다. 러시아에 있어 스몰렌스크 함락은 비극이었지만, 20개월의 포위전을 지휘했던 지휘관 미하일 셰인은 훗날 러시아의 영웅이 되었다. 셰인은 포로가 되어 9년간 폴란드에 투옥되었다.

### 새로운 휴식 (1612년-1617년)

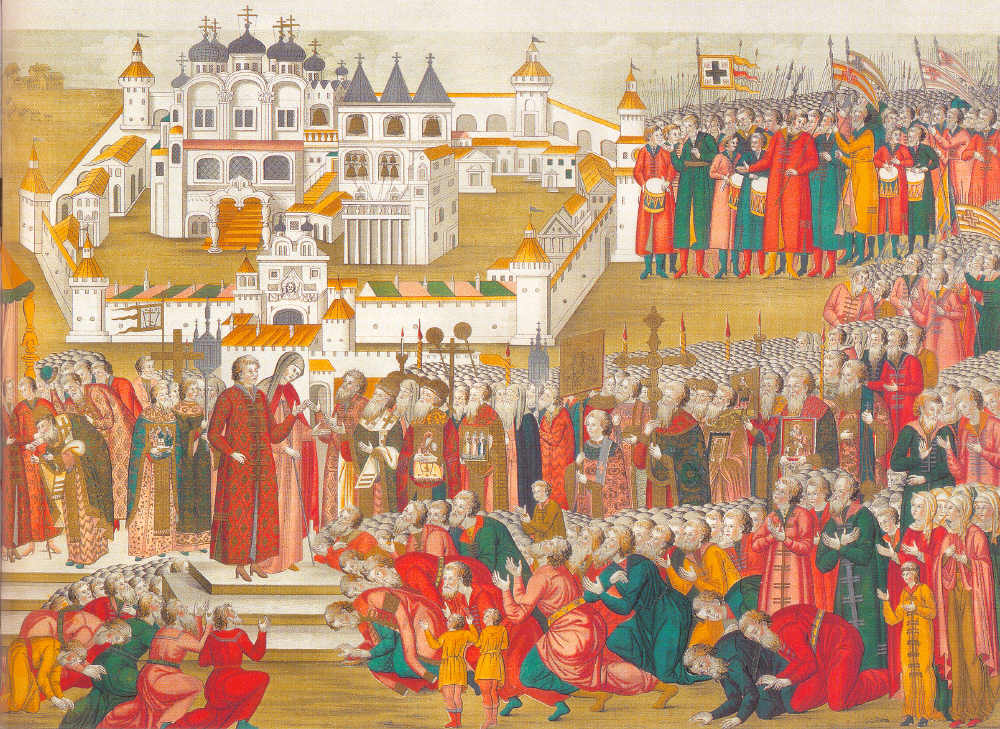
은거 전의 코스토로마의 이파티예프 수도원(Ipatiev Monastery)에서 차르 취임을 알게 된 미하일 1세와 어머니 마르파에 대해 차르에 취임하길 탄원하는 사람들.

스몰렌스크 함락 후 1612년부터 1617년 사이, 러시아-폴란드 사이의 국경은 상대적으로 조용했으나, 공식적인 휴전협정은 아직 아니었다. 슐라흐타들로 구성된 세임은 지그문트 3세가 모스크바를 지키지 못한 것을 질책했다. 그들은 군사비의 부담이 자신들에게 전가되는 것 때문에 왕에게 세금을 지불하는 것에 저항감을 갖고 있었고, 저항은 서서히 강해져 지그문트 3세는 약간의 군사비만을 모을 수밖에 없었다. 폴란드 정규군(wojsko kwarciane)은 이에 대한 폭동을 모의해, 귀족 등에게 인정 받은 저항권을 행사해 콘페데라치아(konfederacja;연맹)이라 불리는 것을 소집하여 단결해 왕에게 대항했다. 이때 군인들이 결성한 콘페데라치아는 폴란드-리투아니아 연방사상 가장 크고, 또한 가장 타락한 콘페데라치아로써 1612년부터 자국령내를 약탈을 일삼아 1614년 5월 17일 로하틴 전투(Battle of Rohatyn)에서 가장 반항적인 일파가 패배를 겪을 때까지 폭주했다. 콘페데라치아의 남겨진 멤버들은 나라에서 급료를 받기 위해 저항을 계속해 주도자였던 얀 카르바츠키(Jan Karwacki)는 스타니스와프 코니에츠폴스키(Stanisław Koniecpolski) 에게 체포된 채 포박되어 코니에츠폴스키의 스승이었던 주키에프스키에게 보내져 르부프(Lwów)에서 처형되었다. 거기에 지그문트 3세는 오스만 제국에게서 폴란드령 우크라이나의 우크라이나 코사크가 오스만령에 대한 침입을 벌인 것에 대해 항의를 받았다. 이로 인해 폴란드-리투아니아 연방이 대러시아전쟁에서 오스만 제국으로부터의 지원을 받을 수 있는 희망도 없어지게 되었다.
러시아도 대동란이 시작되었다고 말할 정도로 어지러운 상태가 계속되어, 폴란드-리투아니아 연방의 약해진 시기를 이용해 공격을 벌일 힘은 없었다. 1613년 2월 21일 귀족, 성직자, 서민이 구성된 신분제의회 젬스키 소보르(Zemsky Sobor;”assembly of the land”)은 17세였던 미하일 1세를 새로운 차르로 선출했다. 그의 아버지로써 예전 유력한 보야르로써 대동란의 와중에도 권력쟁탈에 참가했던 표드르(당시는 피라레트)는 1619년 게르모겐 사후에 공석이었던 모스크바 총대주교로 취임했다. 로마노프 가문은 유력한 보야르였었고, 이반 4세의 아내 아나스타샤 로마노브나(Anastasia Romanovna)는 미하일 조모의 자매였다. 이런 유력한 배경이 있었던 새로운 차르인 미하일에게 반대세력도 많았다. 마리나 므니셰크는 아직도 아들 이반을 차르의 지위에 앉히기 위한 움직임을 계속해 남동부의 코사크의 지원을 얻기 위해 움직였다(1614년 거점인 아스트라한에서 쫓겨난 뒤 후에 체포되어 옥사했다). 유력한 보야르는 권력쟁탈에 분주했고, 미하일을 차르의 지위에서 끌어내리기 위해 획책했다. 북서부의 노브고로드를 점령한 스웨덴도 무력개입(잉글리아 전쟁)을 계속했고, 노브고로드에서 차르로 선출된 카를 필리프 공작(Duke Carl Philip)을 명목상이 아닌 실질적인 차르로 만들기 위한 움직임이 있었으나, 폴란드 왕자 브와디스와프 등의 지원을 얻지 못해, 얼마 안가 러시아에서 손을 뗐다.

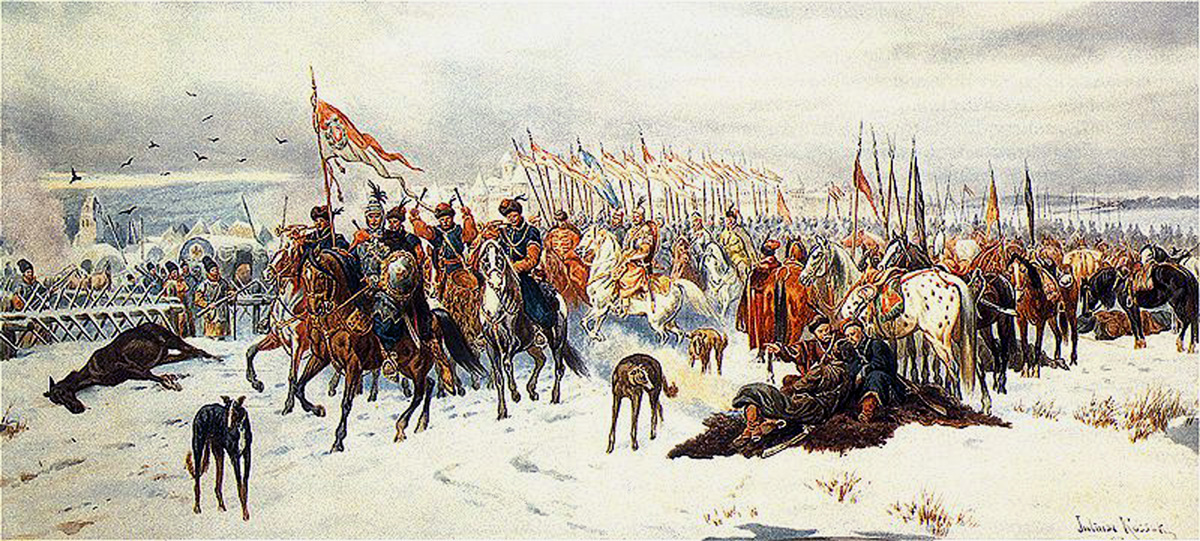
스몰렌스크를 구원하는 폴란드 군대. 율리우시 코사크 작품.

양국에서도 내란이 계속되는 동안 소규모 무장세력도 왕성하게 활동했다. 폴란드의 용병집단 리소프치치는 1612년 시점에서 스몰렌스크의 수비를 맡았고, 정규군이 연맹을 조직해 반란을 일으킨 사이 러시아의 침입으로부터 폴란드를 지켰다. 그러나 1615년 지도자 알렉산데르 리소프스키는 범법자들을 모아 6개의 부대(chorągiew)를 편성하고 러시아에 침입했다. 그는 브랸스크(Bryansk)를 포위하고 유리 샤홉스코이 공(Yuri Shakhovskoy)이 이끄는 구원군을 카라체프(Karachev) 부근에서 격파했다. 그는 드미트리 포자르스키가 이끄는 대군의 전위를 여러 번 격파했으나, 포자르스키는 공격을 관두고 방어로 전환해 진지를 지켰다. 리소프스키는 벨료프(Belyov), 리흐빈(Likhvin;현재 체카린)을 불태우고, 페레미실(Peremyshl)를 함락하고, 북쪽으로 움직여 르제프(Rzhev)에서 러시아군을 격파한 뒤 다시 북쪽의 카신(Kashin)으로 진격해 토르조크(Torzhok)를 불태운 뒤 러시아군의 공격을 받지 않은 채 그대로 대량의 약탈품을 가지고 폴란드로 돌아갔다. 리소프스키와 그의 군은 1616년 가을까지 러시아 국경에 머물렀다. 리소프스키는 같은 해 10월 11일 돌연 병으로 죽었지만, 그의 군대 리소프치치는 아직도 러시아에 있어 위협적인 존재였다. 1616년에는 쿠르스크(Kursk)를 빼앗고, 러시아군을 볼호프(Bolkhov)에서 격파했다.

### 마지막 단계 (1617년-1618년)

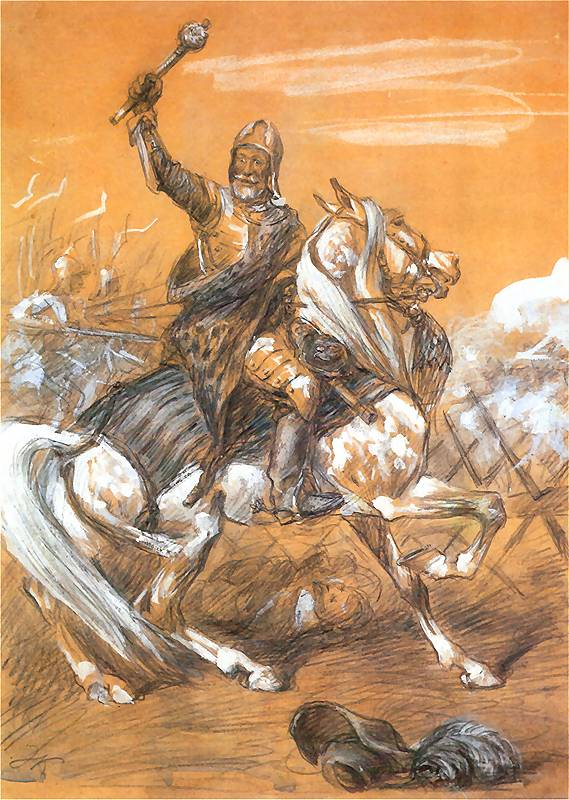
헤트만 얀 카롤 호드키에비치, 율리우스코사크의 스케치.

폴란드-리투아니아 연방의 세임은 최종적으로 대규모 군사작전을 위한 자금조달에 찬성하는 표를 던졌다. 지그문트 3세와 브와디스와프는 러시아 차르의 지위를 얻기 위해 1617년 4월 6일 최후의 전투를 일으킨다. 브와디스와프는 명목상의 지휘관이 되었고, 전군의 지휘는 헤트만인 코드키에비츠가 이끌었다. 10월 도로고부시(Dorogobuzh; Дорогобуж, Drohobuż, Drohobycz)와 뱌지마(Vyazma; Вязьма, Wiaźma)의 도시는 함락되고, 브와디스와프를 차르로 인정했다. 그러나 뱌지마에서 모자이스크(Mozhaisk) 사이에서 공세를 가한 러시아군에게 대패를 겪었고, 반격에 승리해 모스크바로 진격하려던 코드키에비츠의 계획은 실패했다. 브와디스와프에게는 모스크바로 전진할 충분한 군대가 없었고, 거기에 이전에는 러시아인에게 있었던 폴란드인을 지원하는 마음이 이번에 완전히 사라져 버렸다. 브와디스와프의 침입에 대해 스몰렌스크 시민은 도시를 점령한 폴란드군에 대해 반란을 일으켰고, 폴란드군은 어디든 퇴로를 확보하기 위해 싸웠다. 러시아군은 스몰렌스크 탈환을 위한 포위를 벌였으나, 그러나 용병집단 리소프치치가 이 땅에 출현했다는 소식을 들은 후 철수해 폴란드군은 살아났다. 이것이 최후의 충돌이었고, 이후 휴전을 위한 교섭이 시작되어 데울리노에서 1618년 강화조약이 체결되기에 이른다.

## 영향

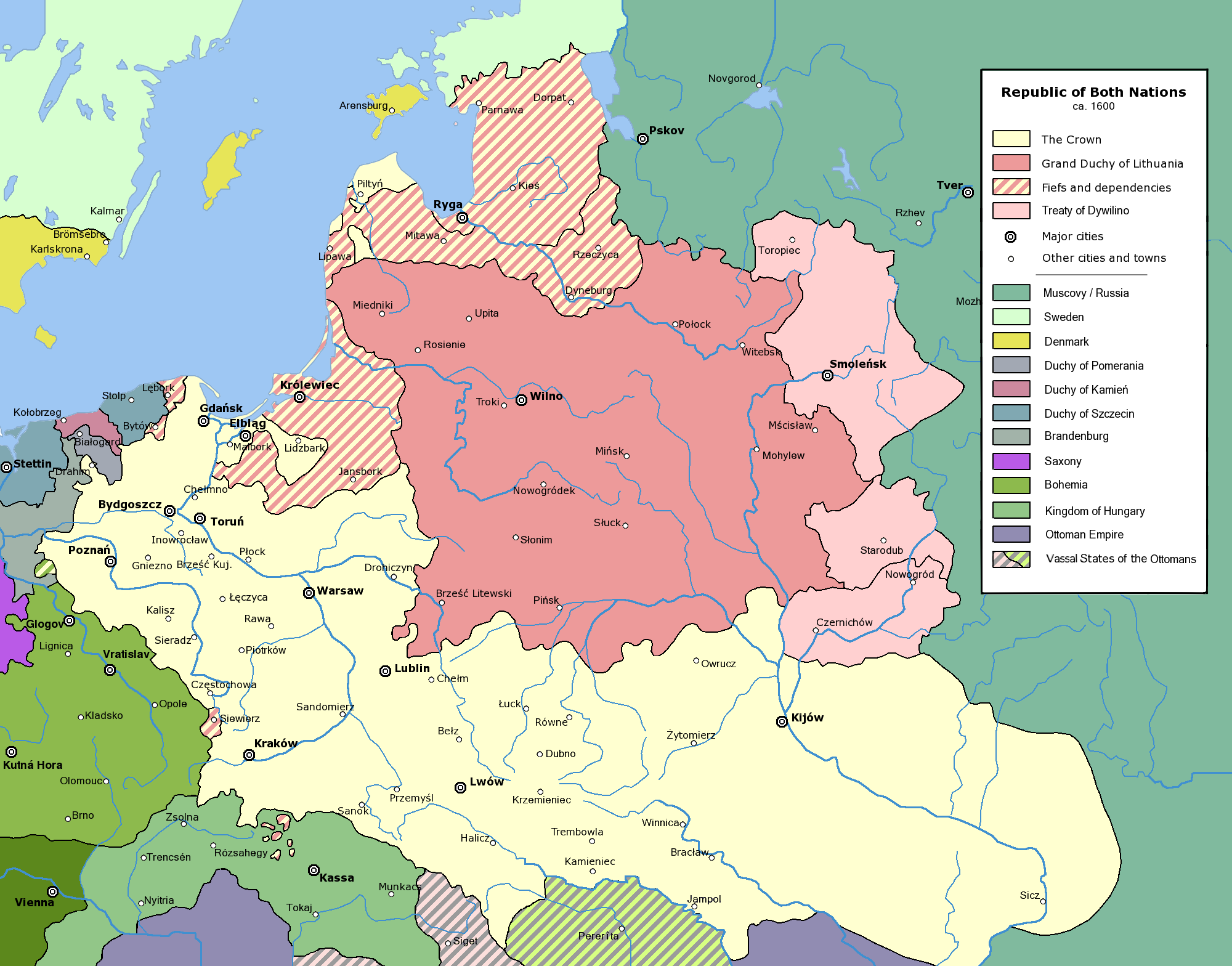
1618년 데울리노 조약 이후의 국경선. 폴란드-리투아니아가 얻은 영토는 밝은 핑크색. 각 국의 영지는 폴란드는 황색, 리투아니아는 빨간색, 그외 속국은 사선으로 칠해져 있다. 러시아는 녹색, 스웨덴은 초록색으로 표시되어 있다.

결국 지그문트 3세는 자신이 차르가 되는 것도 아들 브와디스와프를 차르에 앉히는 것도 할 수 없게 되었지만, 폴란드-리투아니아 연방의 영토를 동쪽으로 확장하는 것은 성공했다. 교섭의 결과 1618년 12월 11일 데울리노 휴전협정이 체결되어 양국간의 전쟁은 종결되고 폴란드의 점령지 중 체르니고프, 노브고로드, 세베르스키, 스몰렌스크를 포함한 일부를 폴란드령이 되고, 15년의 휴전을 선언했다. 지그문트 3세는 이미 차르의 주장을 포기했으나, 브와디스와프는 차르가 되는 것을 포기하지 않았다. 폴란드는 영토를 얻어 소모된 인명과 자금에 비한다면 대가가 아주 높은 승리가 되었다.
1632년 데울리노의 휴전의 효력이 없어지자 양국의 적의는 다시 높아져 스몰렌스크를 둘러싼 전쟁(스몰렌스크 전쟁)이 발발했다. 이때 지그문트 3세가 죽은 후여서 연방의 결속은 약해진 채 러시아에게서 공격을 받게 되었다. 그러나 러시아는 스몰렌스크를 빼앗지 못한 채 1634년 폴랴놉카 조약(Treaty of Polyanovka)을 받아들이게 되었다. 러시아는 2만 루블(rubles)을 연방에게 지불하게 되었고, 폴란드 왕으로 즉위한 브와디스와프는 자신이 전 러시아의 차르가 되어야 한다는 주장을 포기하고, 미하일 1세를 러시아의 차르로서 인정하고 왕권의 상징과 함께 퇴각했다.

## 현대의 유산
러시아와 폴란드 전쟁 및 가짜 드미트리 들의 출현으로 이어지는 역사는 폴란드와 러시아의 장래 통치자들 및 정치가들에게 있어 유용하게 사용되었다. 이 전쟁을 취합하여 정리한 역사이야기는 러시아에서도 폴란드에서도 인기를 얻었다.
폴란드에서 이 전역은 폴란드 황금시대의 절정기로써 기억되어 나폴레옹 및 아돌프 히틀러의 나치 독일과 기타 추축국도 러시아를 공격해 모스크바를 점령하여 통치한 때를 그 정점으로 보았다. 러시아의 새로운 왕조가 된 로마노프 왕가 가문은 승자가 쓴 역사가 정치의 강력한 도구가 된다는 것을 이해하게 되어, 러시아인이 가짜 드미트리들을 만들어 낼 때의 역할, 폴란드 및 스웨덴과 보신을 위해 맺은 협력관계, 실패한 3개국 연방 즉 폴란드-리투아니아-러시아 연방(이 3개국 연방 구상 자체는 1654년 재발된 전쟁에서 다시 부상하게 되었다. 이 상황은 로마노프 가문이 3개국의 정점에서 군림한다는 것)에 저항하는 것 등은 신중하게 감추었다.
후세 러시아의 역사가는 러시아 정교의 문화를 파괴하기 위해 야만적인 침략을 벌인 폴란드와 예수회의 동맹에 대해 이 시대 러시아인들이 러시아를 지키기 위해 영웅적으로 일어났다고 극찬했다. 알렉산드르 푸시킨(Aleksandr Pushkin)의 희곡 “보리스 고두노프”와 모데스트 무소륵스키(Modest Mussorgsky)의 오페라 “보리스 고두노프”등은 이 역사관에 연유한 것이다. 러시아 혁명 후 소비에트 정부에서도 이 전쟁은 프로파간다로써 사용되었고, 특히 폴란드가 혁명에 간섭했던 폴란드-소비에트 전쟁 때에는 대대적으로 사용되었다. 전쟁기간 폴란드에서 강권적인 지배를 지속한 정치가 유제프 피우수트스키(Józef Piłsudski)도 이 전쟁을 신생 폴란드를 위한 프로파간다로 사용했다.
소련 붕괴 후 러시아는 2005년 가을 유일한 축일이었던 러시아 혁명기념일(11월 7일)을 폐지하고, 러시아 혁명 후에 폐지되었던 “폴란드 침략군으로부터 모스크바를 해방한 기념일”(11월 4일)을 “국민통합의 날”이란 명칭으로 부활시켰다. 이것은 모스크바 해방과 대동란의 종결, 침략군의 격퇴에 이르게 한 국민의 봉기를 기념하는 것이었고, 차르 혹은 총주교도 권력을 가지고 있지 않은 현상에서 러시아를 통합해 수호하기 위한 수단이 되었다. 2007년 러시아에서 역사픽션 대작영화 1612년가 공개되어, 러시아인의 애국심에 호소했다.

## 같이 보기
- 리보니아 전쟁(1577-1582)
- 몰다비아 마그나트 전쟁(1593-1621)
- 동란 시대(1598-1615)
- 제브지도프스키의 난(1606-1608)
- 드 라 가르디 전역(1609-1610)
  - 잉그리아 전쟁(1610-1617)
- 스톨보보 조약(1617)
- 폴란드-스웨덴 전쟁(1600-1611, 1617-1629)
  - 스몰렌스크 전쟁(1632-1634)
- 폴랴놉카 조약(1634)

## 추가 문헌
- Henryk Wisner, Król i car: Rzeczpospolita i Moskwa w XVI i XVII wieku (King and tsar: Republic and Moscow in 16th and 17th centuries), Książka i Wiedza, Warszawa, 1995, ISBN 83-05-12776-1
- Robert Szcześniak, Kłuszyn 1610, Bellona Dom Wydawniczy, 2004 ISBN 83-11-09785-2
- Tomasz Bohun, Moskwa 1612, Bellona Dom Wydawniczy, 2005, ISBN 83-11-10085-3
- Moskwa w rękach Polaków. Pamiętniki dowódców i oficerów garnizonu w Moskwie (Moscow in Polish hands. Memoires of commanders and officers of the Moscow garrison). Platan, 2005, ISBN 83-89711-50-8